# Grigor Dimitrov
Grigor Dimitrov (en búlgaro: Григор Димитров; Jaskovo, 16 de mayo de 1991) es un tenista profesional búlgaro. En 2017 ganó el Masters de Cincinnati y el ATP Finals. Ha sido semifinalista en tres torneos de Grand Slam: Wimbledon 2014, Australia 2017 y Estados Unidos 2019.
Ha logrado 25 victorias ante jugadores top 10, incluyendo una ante Novak Djokovic, Rafael Nadal,  Roger Federer y Carlos Alcaraz (Miami Open 2024).

## Biografía
Comenzó a jugar al tenis a los cinco años. Su sobrenombre es G-Force, Dimi, PT (Prime Time). Es hijo único de su padre, Dimitar, entrenador de tenis, y su madre, María, profesora de deportes y exjugadora de voleibol. Habla búlgaro e inglés. Considera que su tiro favorito es el revés y su superficie favorita son las pistas duras y el césped. Su ambición es ser n.º 1 del mundo. Su ídolo es Roger Federer. Sus hobbies incluyen los autos, computadoras y relojes. Tuvo grandes resultados como júnior, finalizando como n.º 3 júnior del mundo en 2008. Entrena en la Academia de Tenis Mouratoglou en París y es entrenado por el exprofesional ATP Peter McNamara (desde Queen's Club en junio de 2010).
Mantenía una relación con la tenista María Sharápova pero terminaron en julio de 2015. Entre 2016 y 2019 mantuvo una relación con la cantante Nicole Scherzinger.

## Carrera Júnior
En 2006 ganó el Orange Bowl para menores de 16 y más tarde sería llamado Eddie Herr International 2007 Rising Star.
En 2007, Grigor fue finalista del Orange Bowl para menores de 18 años, perdiendo con Ričardas Berankis de Lituania. Junto a Vasek Pospisil alcanzó la final del Abierto de Estados Unidos de 2007, perdiendo con Jonathan Eysseric y Jérôme Inzerillo.

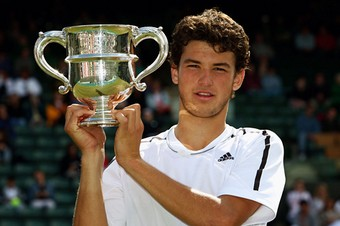
Dimitrov con su trofeo de campeón Júnior del Campeonato de Wimbledon 2008.

Grigor empezó la temporada 2008 de Grand Slam con cuartos de final de Roland Garros perdiendo contra el polaco Jerzy Janowicz en tres sets. Después tendría su victoria en Wimbledon derrotando al finlandés Henri Kontinen, 7-5 6-3 en la final. Ganó el torneo sin perder un solo set a pesar de jugar con el hombro lesionado todo el torneo. La victoria lo consideró entre los mejores de los juniors como Roger Federer y Stefan Edberg y le garantizó tener un comodín para entrar al cuadro principal en Wimbledon 2009. Su éxito continuó en el Abierto de Estados Unidos donde quedó campeón el 7 de septiembre, derrotando al proveniente de la calificación, Devin Britton 6-3 6-4. En su camino a la final derrotó al primer cabeza de serie, el nacido en Taiwán Tsung-hua Yang en las semifinales. Terminando el torneo Dimitrov anunció que su carrera como júnior había terminado y que se quería concentrar en el ranking de la ATP. El 8 de septiembre llegó a ser el número uno desplazando a Tsung-hua Yang.

## Carrera como profesional

### 2008-2010: Inicios como profesional y campeón júnior de Wimbledon
Grigor empezó a disputar torneos profesionales en 2008. Su primer título fue en arcilla en un Future en Barcelona el 19 de mayo. Su primer partido a nivel ATP fue en Bolduque donde perdió contra Igor Andreev de Rusia por 1-6, 3-6. Después de su título júnior en el Abierto de Estados Unidos, volvió a ganar en torneos Futures en Madrid en cancha dura saltando 300 lugares para obtener la, hasta entonces, posición más alta de su carrera en el ranking: 477. Sus logros llamaron mucho la atención y así le dieron un comodín para el torneo del Masters de Madrid en la tabla de calificación donde perdió por 3-6 3-6 ante el francés n.º 59 Florent Serra. Después de que le dieran otro comodín para el Torneo de Basilea, ganó su primer partido profesional a nivel ATP, derrotando al checo n.º 124 Jiri Vanek, 7-5 4-6 7-6(6), en la primera ronda de la tabla de la calificación.
Al inicio de 2009 se le concedió un comodín para el cuadro principal del Torneo de Róterdam, Países Bajos. En la primera ronda le ganó al entonces n.º 23 del mundo Tomáš Berdych. En la segunda ronda se enfrentó al número 1 del mundo Rafael Nadal y perdió en tres sets. Se le concedió un comodín para el cuadro principal del Torneo de Marsella, Francia. Perdió ante n.º 8 Gilles Simon en la primera ronda, después de servir para el partido con 5-3 en el tercer set.
En el Challenger de Besançon, Grigor fue derrotado por el n.º 102 Denis Istomin en la primera ronda. Luego completó dos victorias para Bulgaria ante Hungría en la primera ronda de la 2.ª División de la Copa Davis.
Llegó a la segunda ronda del Challenger de Bangkok donde perdió ante el tenista local Danai Udomchoke en sets corridos. Después tuvo cuatro salidas en primera ronda en Challengers consecutivos, incluyendo una primera ronda decepcionante en su país natal, Bulgaria. Luego llegó a los cuartos de final de dos Challengers seguidos, en el Challenger de Cremona y en el Challenger de Nottingham. Llegó a la segunda ronda del Torneo de Queen's Club, donde perdió en dos tie-break ante Gilles Simon.
En Wimbledon, donde obtuvo un comodín como Campeón Júnior en 2008 ganó el primer set de su partido de primera ronda contra Ígor Kunitsyn, pero luego sufrió una lesión en la rodilla. A pesar de esto intentó continuar, pero perdió los siguientes 10 juegos del partido antes de retirarse. Se le concedió un comodín para el cuadro principal del Torneo de Bastad, un torneo ATP World Tour 250. Él perdió su partido de primera ronda contra el argentino Guillermo Cañas.
Llegó a los cuartos de final del Challenger de Segovia, perdiendo en tres sets ante el posterior campeón y tenista local Marcel Granollers. Después de vencer a Nicolas Mahut en la primera ronda del Challenger de Estambul, Grigor perdió frente a Martin Fischer en sets corridos
Como ganador del Abierto de Estados Unidos Júnior en 2008, se le concedió un comodín para la clasificación al cuadro principal del Abierto de Estados Unidos 2009. Ganó su partido de primera ronda contra Tobias Kamke, pero en la segunda ronda perdió ante el preclasificado número uno de la calificación, el brasileño Thomaz Bellucci.
El 27 de septiembre de 2009 Dimitrov ganó su primer título de dobles en el Challenger de Trnava, Eslovaquia, junto con Teimuraz Gabashvili. En la final derrotaron a los checos Ivo Minář y Lukáš Rosol en un partido muy igualado.
Comenzó la temporada 2010 con unos cuartos de final, en el Challenger de Numea, Nueva Caledonia. Luego intentó clasificarse para el Abierto de Australia, pero perdió en la primera ronda de la clasificación ante Robert Kendrick en tres sets. Dimitrov luego participó por Bulgaria en la 2.ª División de la Copa Davis, alegando los 3 triunfos en una victoria de 3-2 sobre Mónaco. Después de la serie de Copa Davis, Grigor tuvo una serie de pérdidas tempranas en varios torneos Challenger.
Ganó su primer partido ATP del año en las canchas de césped del Torneo de Eastbourne en Londres. Venció a Alex Bogdanovic antes de perder ante el n.º 31 Feliciano López en la segunda ronda. Grigor entonces tuvo una gran participación en el Challenger de Marburgo, donde llegó a través de la calificación a las semifinales, donde perdió frente a Simone Vagnozzi. Grigor nuevamente tuvo una serie de decepcionantes derrotas en eventos Challenger y en otra serie de Copa Davis. Dimitrov luego participó en cuatro torneos Futures, con resultados impresionantes, incluyendo dos victorias en torneos en Alemania y otro en España. Dimitrov ganó suficientes puntos para entrar en el Top 250 del mundo por primera vez en su carrera.

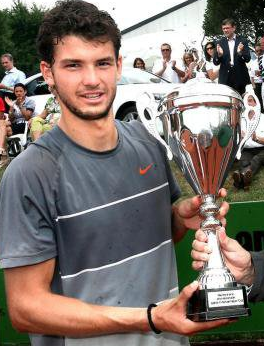
Grigor Dimitrov en 2010.

Su buena forma reciente fue también traducida en el circuito ATP Challenger Series, capturando su primer título, en el Challenger de Ginebra, donde derrotó al número 118 Pablo Andújar en tres sets en la final. Luego jugó otro torneo Challenger en el Challenger de Bangkok, donde venció al ex top 20 Dmitri Tursúnov en los cuartos de final en el camino a su segundo título consecutivo. Derrotó a Konstantín Kravchuk en la final que lo situó en el Top 150 del mundo. Él era el jugador adolescente de más alto rango en el circuito ATP en ese momento. En su segundo Challenger en Bangkok, a la semana siguiente Grigor venció a Ivan Dodig (primera ronda), Go Soeda (semifinales) y Aleksandr Kudriávtsev (final) en su camino a ganar el torneo, que fue su tercera victoria consecutiva de Challenger y le dio un lugar en el Top 140 del ranking ATP. Expresó que después de esta victoria su objetivo era entrar en el top 100 de la ATP en 2011.
Hizo una salida temprana en su primer Challenger, después de un descanso de dos semanas, pero se recuperó una semana más tarde, superando al Top 100 Lukas Lacko y a la semilla número 1, n.º 32 del mundo Michaël Llodra en el camino a la final del Challenger de Orléans. En la final Grigor perdió ante el francés Nicolas Mahut tras un tie-break en el tercer set.
Después de dos decepcionantes torneos Challenger en Alemania, en la que sufrió derrotas en primera ronda, llegó a las semifinales del Challenger de Helsinki, su último torneo del año. Allí jugó ante joven lituano Ričardas Berankis. Después de la pérdida de un apretado primer set en un tie-break, Dimitrov dominó el segundo set, pero fue dominado a su vez por Berankis en una pérdida en el tercer set. En un incidente fuera de la cancha después del partido, Dimitrov empujó al juez de silla con ambas manos y lo insultó porque sintió que fue tratado injustamente después de algunos puntos en la muerte súbita del primer set. Dimitrov fue multado con 2000 €, y la ATP investigaría este incidente para ver si se justifica una acción disciplinaria adicional. Al llegar a las semifinales en Helsinki, Dimitrov alcanzó su mejor ranking ATP hasta esa fecha (106).

### 2011-2012: Top 100
Comenzó el año clasificándose para el Abierto de Australia, tras ganar en las rondas de clasificación a Matteo Viola, Reda El Amrani y Thomas Schoorel. Ya en primera ronda del cuadro principal venció al kazajo Andréi Golúbev por un fácil 6-1, 6-4 y 6-2, cayendo finalmente ante el n.º 19 del mundo Stanislas Wawrinka en segunda ronda por parciales de 5-7, 3-6 y 3-6.
Luego también se clasificó para el cuadro principal del Torneo de Róterdam, aunque en primera ronda cayó ante el n.º 18 Jo-Wilfried Tsonga por un doble 4-6. Luego cayó en primera ronda del Torneo de Marsella ante el ruso Dmitri Tursúnov en un gran partido (7-6(6), 5-7 y 6-7(4)). Luego también logró clasificarse para el Torneo de Dubái, de categoría ATP World Tour 500. Cayó en primera ronda ante el francés Richard Gasquet, por un tanteo de 2-6 y 4-6.
Luego conquistó su primer torneo Challenger de la temporada, tras ganar el Challenger de Cherburgo-Octeville, venciendo en la final al tenista local Nicolas Mahut por 6-2 y 7-6(4). Tras esto saltó por primera vez al Top 70 del ranking ATP. Luego cayo en primera del Challenger de Sarajevo, ante el eslovaco Karol Beck.
Logró clasificarse para el Masters de Miami, tras vencer a Rik de Voest y Nicolás Massú. Ya en el cuadro principal, cayó en primera ronda ante el ucraniano Sergiy Stajovski por un tanteo de 2-6, 4-6. Luego disputó el Torneo de Houston. En primera ronda venció a Rainer Schuettler por un contundente 6-0 y 6-2, aunque cayó en segunda ronda ante Teimuraz Gabashvili por 6-7(4) y 3-6.
Luego comenzó la gira europea sobre tierra batida. Su primer torneo preparativo para Roland Garros, fue el Torneo de Barcelona, donde cayó en primera ronda ante el argentino Juan Mónaco, por un claro 4-6 y 1-6. Luego disputó el Torneo de Múnich, donde tuvo una gran participación. En primera ronda venció a Andreas Beck por parciales de 6-1 y 6-4, en segunda ronda se deshizo del n.º 25 del mundo, Marcos Baghdatis por un tanteo de 3-6, 7-6(6), 6-2. Así consiguió llegar a sus primeros cuartos de final de un torneo ATP World Tour, donde perdió ante Florian Mayer por un marcador de 6-7(4), 6-3, 4-6.
Luego disputó el Challenger de Praga, donde fue eliminado por Dennis Bloemke en segunda ronda. Después se retiró cuando perdía 0-5 el primer set, en primera ronda del Torneo de Niza ante el español Pablo Andújar. Ya en Roland Garros, cayó eliminado en primera ronda por el n.º 61 del mundo Jérémy Chardy, en poco más de dos horas (2-6, 4-6 y 4-6).
Luego comenzó su gira por hierba. Su primer torneo fue el Torneo de Queen's Club, donde cayó eliminado en primera ronda por el brasileño Thomaz Bellucci por 6-3, 6-7(8), 2-6. Realizó un gran Torneo de Eastbourne. Venció en primera ronda a Daniel Evans y al sudafricano Kevin Anderson en la segunda por un contundente 6-3 y 6-2, cayendo en cuartos de final ante Janko Tipsarević por parciales de 3-6 y 6-7(2). Ya en el Wimbledon, derrotó en primera ronda a la también joven promesa alemana Cedrik-Marcel Stebe por un apretado 7-5, 7-5 y 7-6(5). En segunda ronda cayó ante Jo-Wilfried Tsonga en un gran partido, que acabó por parciales de 7-6(4), 4-6, 4-6, 6-7(8). Después disputó su último torneo sobre superficie de césped, en el Torneo de Newport. Venció en primera ronda a Brian Dabul por 6-2, 6-4, aunque fue vapuleado en la segunda ronda por el n.º 394 Denis Kudla por 1-6 y 4-6.
Después disputó la gira Norteamericana en pistas duras. Comenzó disputando, el Torneo de Atlanta, donde perdió ante Rajeev Ram por un doble 4-6 en primera ronda. Luego jugó el Challenger de Los Ángeles donde perdió en segunda ronda ante Alex Bogomolov Jr.. Luego disputó el Torneo de Washington. En primera ronda venció a Tim Smyczek por un apasionante 4-6, 7-6(3) y 7-6(3), en segunda ronda se deshizo de Michaël Llodra, tras retiro del francés cuando el marcador era de 4-3 favorable a Dimitrov en el primer set, finalmente cayó en tercera ronda ante Janko Tipsarević por 2-6 y 4-6.
Luego jugó el Masters de Cincinnati. En primera ronda venció al turco Marsel Ilhan por un tanteo de 6-3 y 7-5, cayendo en segunda ronda ante el clasificado n.º 6 David Ferrer por parciales de 6-4, 1-6 y 5-7. Luego fue al Torneo de Winston-Salem, donde pasó automáticamente la primera ronda, venciendo en la segunda ronda a Donald Young por 6-4, 2-6 y 7-6(2), cayendo en tercera ronda ante Aleksandr Dolgopólov por 4-6, 6-1 y 6-7(7). Luego llegó el último Grand Slam del año, el US Open. En primera ronda enfrentó al n.º 7 del mundo, Gaël Monfils, perdiendo por 6-7(4), 3-6 y 4-6.
Luego disputó el Torneo de Metz, antes de la gira asiática. Cayó en primera ronda ante el n.º 148 del mundo, el neerlandés Igor Sijsling por un doble 2-6.
Comenzó su gira asiática disputando el Torneo de Bangkok. Venció en primera ronda a Ivan Dodig por un tanteo de 6-2 y 7-5, en segunda ronda derrotó a Simone Bolelli por 7-6(8), 6-1, cayendo en cuartos de final ante Andy Murray por un doble 4-6. Luego disputó el Torneo de Pekín, cayendo en la primera ronda ante Jo-Wilfried Tsonga en sets corridos muy disputados. Así llegó al Masters de Shanghái, donde en primera ronda se volvió a deshacer del turco Marsel Ilhan por 2-6, 6-1 y 6-4, cayendo ante Andy Roddick por parciales de 6-7(3) y 5-7.
Cerró su temporada, disputando el Torneo de Estocolmo. En primera ronda ganó con facilidad (6-3 y 6-1) a Ryan Sweeting, deshaciéndose en segunda ronda de Juan Ignacio Chela por 6-2, 5-7 y 6-1, perdiendo ante Milos Raonic por 5-7 y 4-6.
Acabó el año ubicado en el puesto n.º 76 del ranking ATP.
Comenzó su temporada 2012, en las rondas de clasificaciones para el Torneo de Sídney, donde perdió en segunda ronda ante Adam Feeney, tras retirarse del partido, por lo que no pudo entrar en el cuadro principal. En el Abierto de Australia venció en primera ronda del cuadro principal a Jérémy Chardy en un trepidante partido a cinco horas, 4-6, 6-3, 3-6, 6-4, 6-4. En segunda ronda cayó en otro enorme partido ante el n.º 10 del mundo, Nicolás Almagro, por parciales de 6-4, 3-6, 7-6(4), 4-6, 0-6.
Luego disputó el Torneo de San José, cayendo en primera ronda ante el sudafricano Kevin Anderson, por 6-2, 6-7(5) y 6-7(3). Su próximo partido fue el Torneo de Memphis, cayendo en primera ronda ante Donald Young por un tanteo de 6-7(4), 6-4, 6-7(6).
Luego disputó los primeros ATP World Tour Masters 1000 del año. Comenzó en el Masters de Indian Wells. En primera ronda derrotó al croata Ivan Dodig por un cómodo 6-1 y 6-4, cayendo en segunda ronda ante el n.º 5 David Ferrer por un doble 2-6. Luego jugó en el Masters de Miami, donde realizó un gran torneo. En primera ronda derrotó a Mijaíl Kukushkin por un doble 6-2, en segunda ronda eliminó a Juan Ignacio Chela por un tanteo de 6-2, 4-6, 6-4, en tercera ronda consiguió su primera victoria ante un rival Top 10, al vencer al n.º 7, el checo Tomáš Berdych, por 6-3, 2-6 y 6-4. En cuarta ronda cayó ante el n.º 9 Janko Tipsarević por parciales de 6-7(3) y 2-6, igualando su mejor resultado en un torneo de Masters 1000.
Luego comenzó su temporada de tierra batida, disputando el Masters de Montecarlo. En primera ronda venció cómodamente al tenista local Thomas Drouet por 6-1 y 6-3, cayendo en segunda ronda ante Mijaíl Kukushkin por un marcador de 4-6 y 5-7. Luego cayó eliminado en primera ronda del Torneo de Bucarest ante Xavier Malisse por 2-6 y 4-6, y en segunda ronda del Challenger de Praga, perdiendo ante Aljaz Bedene.
Luego se clasificó para el Torneo de Niza. En primera ronda del cuadro principal venció a Dudi Sela por un tanteo de 7-5 y 6-1, cayendo en segunda ronda ante el n.º 12 del mundo Gilles Simon por un doble 3-6. Así llegó al segundo Grand Slam del año, Roland Garros. En primera ronda venció a Donald Young por un tanteo de 7-6(3), 6-1 y 6-1, en segunda ronda cayó ante el tenista local y n.º 20 del mundo Richard Gasquet por parciales de 7-5, 5-7, 2-6, 3-6.
Luego comenzó su gira de césped. Su primer torneo, fue el Torneo de Queen's Club. En primera ronda venció a Bobby Reynolds por parciales de 6-3 y 7-5, en segunda ronda eliminó a Gilles Muller por un tanteo de 7-6(1), 6-4, en tercera ronda de deshizo del francés Nicolas Mahut por 7-6(3) y 6-4, en cuartos derrotó a Kevin Anderson por 4-6, 6-4 y 6-3, para colarse así en sus primeras semifinales de un torneo ATP World Tour. En dichas semifinales cayó ante David Nalbandian por un doble 4-6. Ya en Wimbledon, volvió a vencer a Kevin Anderson en primera ronda, en un gran partido (7-5, 7-6(3), 6-7(4), 6-3), cayendo en segunda ronda ante Marcos Baghdatis, tras haberse retirado tras perder el primer set debido a una lesión.
Luego volvió a la arcilla en el Torneo de Bastad. En primera ronda ganó a Rogério Dutra da Silva por 6-1 y 6-4, en segunda ronda derrotó a Frederico Gil por 6-3 y 6-4, en cuartos de final eliminó a Albert Ramos por 7-6(1) y 6-3, colándose de nuevo en una semifinales, donde cayó ante el n.º 5 David Ferrer por 3-6 y 5-7. Luego disputó el Torneo de Gstaad. En primera ronda se deshizo de Julien Benneteau por parciales de 3-6, 6-4 y 6-1, en segunda ronda le gana a Dustin Brown por 7-6(3), 3-6 y 6-2, en cuartos venció a Lukasz Kubot por un contundente 6-3 y 6-2, colándose de nuevo en semifinales de un torneo ATP, cayendo ante el brasileño Thomaz Bellucci por un tanteo de 6-7(3) y 6-7(5).
En los Juegos Olímpicos de Londres, disputados sobre pasto, vence en primera ronda al polaco Lukasz Kubot por 6-3, 7-6(4), cayendo ante el francés Gilles Simon en segunda ronda por un doble 3-6.

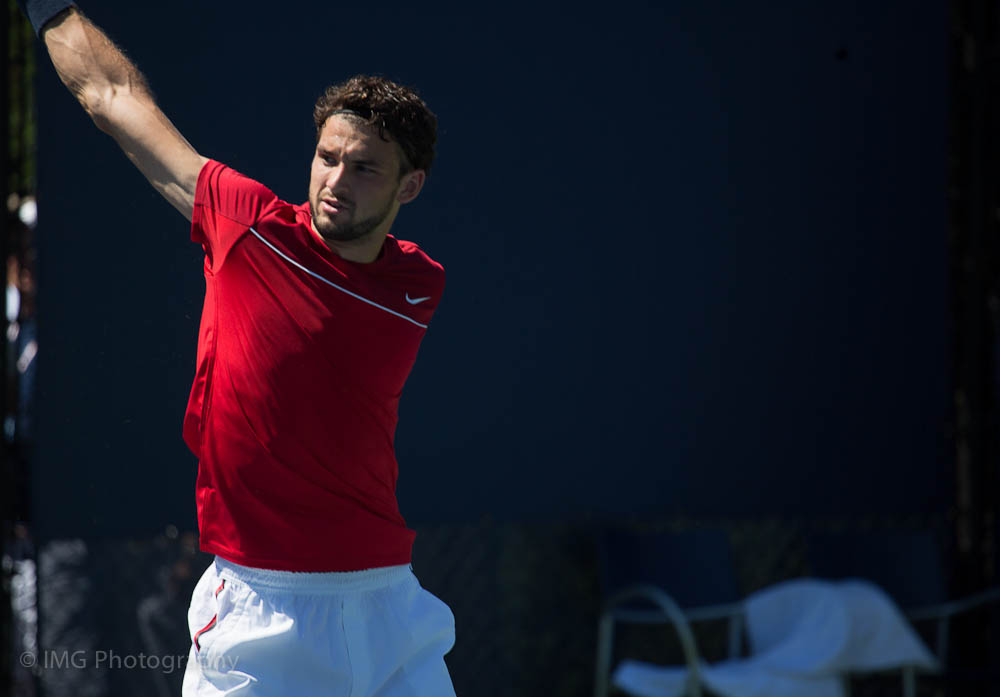
Grigor Dimitrov en el US Open 2012.

Volvió a las pistas duras, y no puede clasificarse ni para los Masters de Canadá ni de Cinccinati tras caer en primera ronda de la clasificación ante Marco Chiudinelli y Rajeev Ram, respectivamente. Cerró su temporada de Grand Slam, cayendo en primera ronda del US Open ante el francés Benoît Paire por un tanteo de 7-5, 3-6, 6-7(4) y 2-6.
Luego comenzó con su gira asiática en el Torneo de Bangkok. En primera ronda vence a su principal rival de las Categorías Junior, Tsung-hua Yang por parciales de 6-3, 3-6, 7-6(7), en segunda ronda cayó ante Richard Gasquet por 7-5, 5-7 y 4-6. luego se clasificó para el Torneo de Tokio, pero cayó en primera ronda del cuadro principal ante el n.º 10 Juan Mónaco por parciales de 2-6 y 1-6. Luego disputó el Masters de Shanghái. Ganó en primera ronda a Pablo Andújar por 7-5 y 6-3, cayendo en segunda ronda ante el n.º 2 Novak Djokovic por 3-6 y 2-6.
Cerró su temporada con la gira europea sobre techo. En el Torneo de Basilea, vence en primera ronda a Viktor Troicki por un claro 6-3 y 6-2, en segunda ronda se deshace de Julien Benneteau en un partidazo (7-6(5), 6-7(1) y 7-6(3)), cayendo en cuartos de final ante Paul-Henri Mathieu por 6-7(2) y 6-7(4). Su último torneo, fue el Masters de París donde logró clasificarse tras vencer a Steve Darcis y Jonathan Dasnieres de Veigy. En primera ronda del cuadro principal venció a Jürgen Melzer por 7-6(2) y 6-2, cayendo en segunda ronda ante Juan Mónaco por 6-7(4) y 2-6.
Grigor acabó el año clasificado en la posición n.º 48 del ranking.

### 2013: Primer título ATP

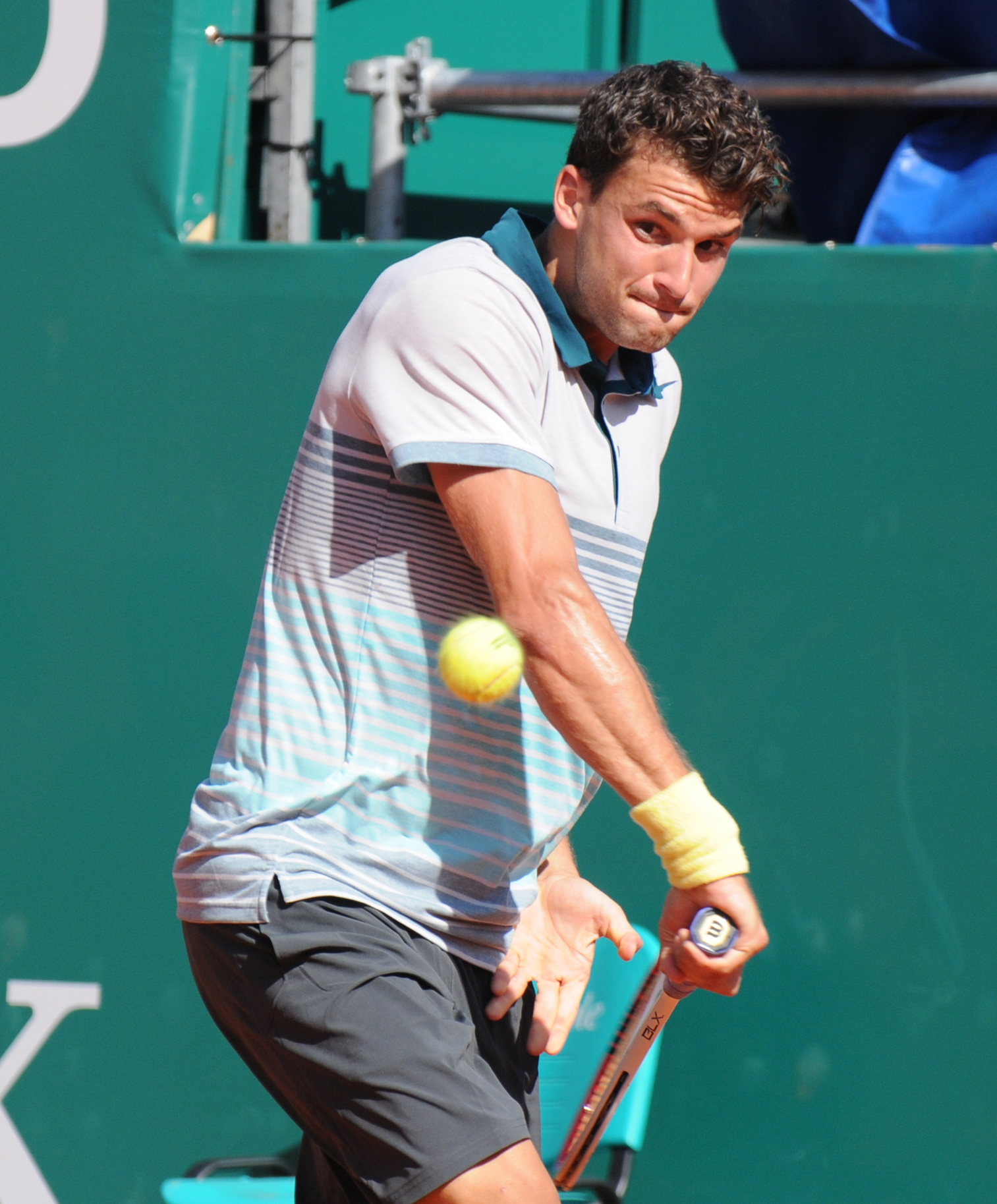
Dimitrov en 2013

Comenzó su temporada en el Torneo de Brisbane. En primera ronda venció a Brian Baker por 6-3 y 7-6(8), en segunda ronda se deshizo del n.º 13 del mundo Milos Raonic por un tanteo de 6-3 y 6-4, en cuartos de final derrotó a Jurgen Melzer por 6-3 y 6-2, y en semifinales derrotó a Marcos Baghdatis por un marcador de 6-3, 5-7 y 7-6(5), para colarse en su primera final ATP World Tour de su carrera. En la final no pudo con el n.º 3 del mundo Andy Murray, cayendo por parciales de 6-7(0) y 4-6. El 7 de enero subió al puesto n.º 41 del ranking.
Luego disputó el Torneo de Sídney, cayendo en primera ronda ante el italiano Fabio Fognini por un tanteo de 3-6 y 1-6. Así llegó al primer Grand Slam, de la temporada el Abierto de Australia, donde cayó vapuleado en primera ronda ante el francés Julien Benneteau por un contundente 4-6, 2-6 y 4-6.
Luego disputó la primera ronda de la 2.ª División de la Copa Davis con Bulgaria, venciendo fácilmente sus dos partidos de individuales a los finlandeses Juho Paukku y Micke Kontinen. Luego disputó el Torneo de Zagreb, donde cayó en primera ronda ante el local Ivo Karlović. Disputó el Torneo de Róterdam. En primera ronda venció a Bernard Tomic por 6-3, 3-6 y 6-3, en segunda ronda se deshizo de Nikolái Davydenko por un tanteo de 7-5 y 6-3, en cuartos de final se deshizo de Marcos Baghdatis en un gran partido (6-7(4), 7-6(0) y 6-3), cayendo finalmente en semifinales ante el n.º 7 y posterior campeón Juan Martín del Potro por un doble 4-6. Tras esto saltó a la posición n.º 31 del ranking.
Luego disputó los primeros Masters 1000 de la temporada. En el Masters de Indian Wells paso automáticamente la primera ronda, en segunda ronda a Matthew Ebden por un doble 6-4, cayendo ante el n.º 1 Novak Djokovic por 6-7(4) Y 1-6. Luego disputó el Masters de Miami. Pasó sin jugar en la primera ronda, en la segunda ronda venció a Simone Bolelli por un tanteo de 6-4, 1-1 y retiro del italiano, cayó en tercera ronda ante el n.º 3 Andy Murray y posterior campeón del evento, por parciales de 6-7(3) y 3-6.

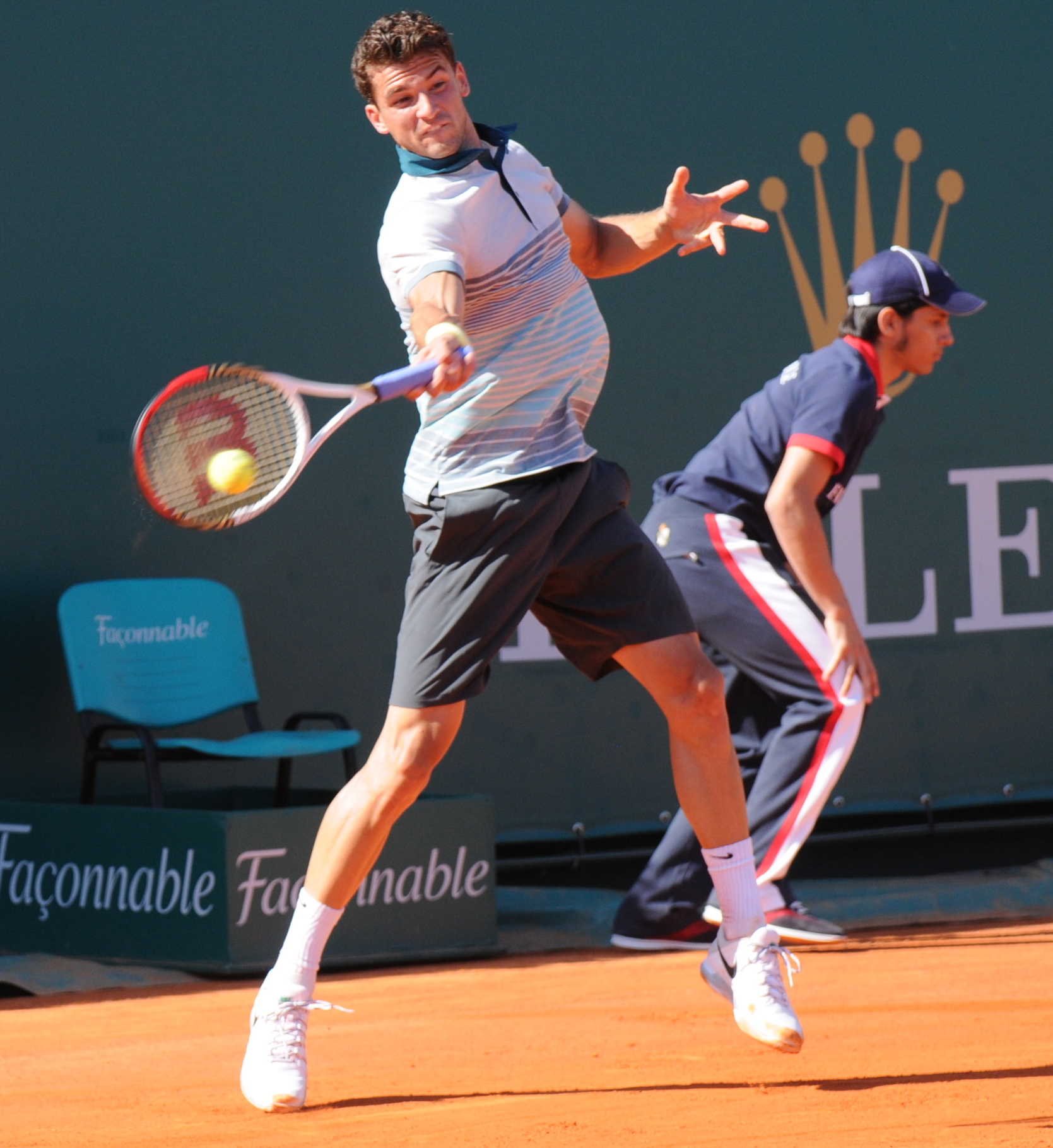
Dimitrov en Masters de Montecarlo 2013.

Luego comenzó a jugar sobre los torneos de tierra batida. Disputó el Masters de Montecarlo. En primera ronda venció a Xavier Malisse por 6-3 y 6-2, en segunda ronda derrotó al n.º 10 Janko Tipsarević por 7-6(3), 6-1, en tercera ronda también pudo con Florian Mayer por 6-4 y 6-2, siendo eliminado en un gran partido ante el n.º 5 Rafael Nadal en cuartos de final, por parciales de 2-6, 6-2, y 4-6, logrando así su mejor actuación en un ATP World Tour Masters 1000. A la semana siguiente ascendió al n.º 28 del ranking. Luego disputó el Torneo de Barcelona, donde pasó automáticamente la primera ronda, pero cayó en segunda ronda ante Tommy Robredo por 5-7 y 1-6.
Luego jugó el Masters de Madrid. En primera ronda se deshizo fácilmente del español Javier Martí por 6-2 y 6-4, en segunda ronda dio la gran sorpresa y consiguió su triunfo más importante de su carrera al vencer al n.º 1 del mundo Novak Djokovic por parciales de 7-6(6), 6-7(8) y 6-3, cayendo en tercera ronda ante el n.º 15 Stanislas Wawrinka por 6-3, 4-6, 1-6. Disputó el Masters de Roma, como último preparativo para Roland Garros. En primera ronda le ganó por tercera vez en el año a Marcos Baghdatis por 6-3 y 6-4, cayendo en segunda ronda ante el n.º 9 Richard Gasquet por un doble 4-6. Ya en Roland Garros, derrotó en primera ronda a Alejandro Falla, tras retiro del colombiano cuando Dimitrov había ganado 6-4 el primer set y ganaba 1-0 el segundo, en segunda ronda se deshizo de Lucas Pouille por un tanteo de 6-1, 7-6(4) y 6-1. En tercera ronda enfrentó ante el n.º 1 Novak Djokovic que se tomó venganza del Masters de Madrid y le ganó cómodamente por parciales de 2-6, 1-6 y 3-6.

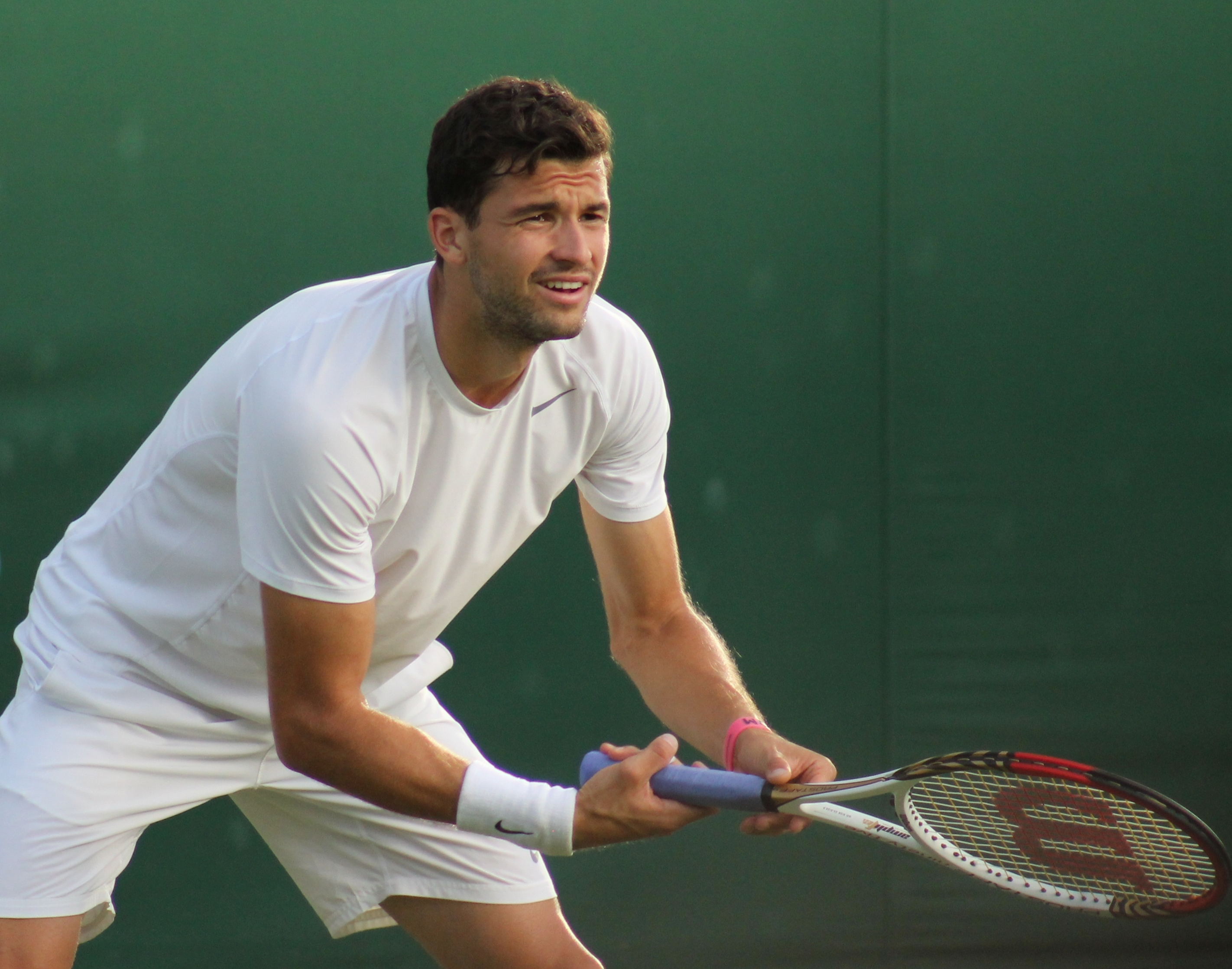
Dimitrov en el Campeonato de Wimbledon 2013.

Luego comenzó su gira por los torneos de césped. Su primer torneo fue el de Torneo de Queen's Club. En primera ronda venció al israelí Dudi Sela por un tanteo de 4-6, 6-2, 7-6(4), pero cayó en segunda ronda ante el ex n.º 1 del mundo Lleyton Hewitt por parciales de 4-6 y 3-6. Así se llegó a Wimbledon (el tercer Grand Slam). En primera ronda venció al italiano Simone Bolelli sin dificultades, por un marcador de 6-1, 6-4 y 6-3, cayó en segunda ronda en un trepidante partido a cinco sets ante el n.º 55 Grega Zemlja que acabó por parciales de 6-3, 6-7(4), 6-3, 4-6 y 9-11.
Luego volvió a la arcilla en el Torneo de Bastad. En primera ronda vence con dificultades al n.º 1032 del mundo, Elias Ymer, por 5-7, 6-2 y 6-4, en segunda ronda también lo pasa mal para deshacerse de Filippo Volandri por 2-6, 6-1 y 6-4, en cuartos de final obtendría una victoria muy cómoda ante el n.º 20 Juan Mónaco por 6-3 y 6-2, cayendo finalmente en las semifinales ante Fernando Verdasco en un gran partido, que acabó en un tanteo de 6-7(3), 7-5, 5-7.
Regresó a las pistas duras, diputando los torneos US Open Series. Comenzó por el Torneo de Washington ganando en segunda ronda a Xavier Malisse por parciales de 7-6(4) y 6-4, venciendo en segunda ronda a Sam Querrey por un cómodo 6-3 y 6-2, cayendo finalmente en cuartos de final ante Tommy Haas por 6-7(5), 6-7(3). Cayó en primera ronda del Masters de Canadá ante Marcel Granollers por un doble 4-6. Antes del US Open, disputó el Masters de Cincinnati. En primera ronda derrotó al n.º 15 Nicolás Almagro por un tanteo de 7-6(3) y 6-4, en segunda ronda se deshizo del wild-card Brian Baker por un cómodo 6-3 y 6-2, y cayó ante el n.º 3 del mundo Rafael Nadal en tercera ronda por 2-6, 7-5 y 2-6.
En el US Open se vio eliminado y sorprendido en primera ronda ante el portugués, n.º 95 del mundo João Sousa en un partido de cinco sets que acabó con parciales de 6-3, 3-6, 4-6, 7-5, 2-6.
Tras un mes de descanso, reapareció en la gira asiática, en el Torneo de Pekín, perdiendo en primera ronda ante Roberto Bautista por 4-6 y 2-6. Luego diputó el Masters de Shanghái, donde también fue eliminado en primera ronda esta vez ante Kei Nishikori por parciales de 3-6 y 4-6, completando así una mala gira asiática.
Sin embargo su momento de gloria llegó al final de la temporada, en la gira europea sobre techo. Comenzó disputando el Torneo de Estocolmo. En primera ronda venció a Marius Copil por 6-3 y 6-4, en segunda ronda le ganó a Jan-Lennard Struff por un tanteo de 6-1 y 6-3, en cuartos de final derrotó sin complicaciones a Kenny de Schepper por un marcador de 6-4 y 6-2, en semifinales venció a Benoît Paire por 4-6, 6-2, 6-2, colándose así en su segunda final de su carrera. En la final enfrentó al n.º 3 del mundo, David Ferrer en la que consiguió su victoria más importante de su carrera junto con la de Djokovic en el Masters de Madrid y su primer título ATP World Tour tras remontar un set abajo y ganar por parciales de 2-6, 6-3 y 6-4. Logró saltar hasta el puesto n.º 22 del mundo. Después disputó el Torneo de Basilea. En primera ronda venció a Radek Štěpánek por un doble 6-3, en segunda ronda pudo con Aleksandr Dolgopólov, al ganarle por un tanteo de 6-3 y 6-2, cayendo finalmente en cuartos de final ante el n.º 6 del mundo Roger Federer por 3-6 y 6-7(2). Cerró su año disputando el Masters de París. En primera ronda venció a Michaël Llodra en un apretado partido por 6-7(5), 6-3, 6-3, en segunda ronda eliminó a Fabio Fognini por un marcador de 6-3, 5-7 y 6-2, cayó ante el n.º 5 Juan Martín del Potro en tercera ronda, en un gran partido que acabó con parciales de 6-3, 3-6 y 4-6.
Dimitrov acabó el año en el puesto n.º 23 del ranking, completando su mejor temporada, y confirmándose como un gran tenista para el futuro.

### 2014: Tres títulos y semifinal de Grand Slam

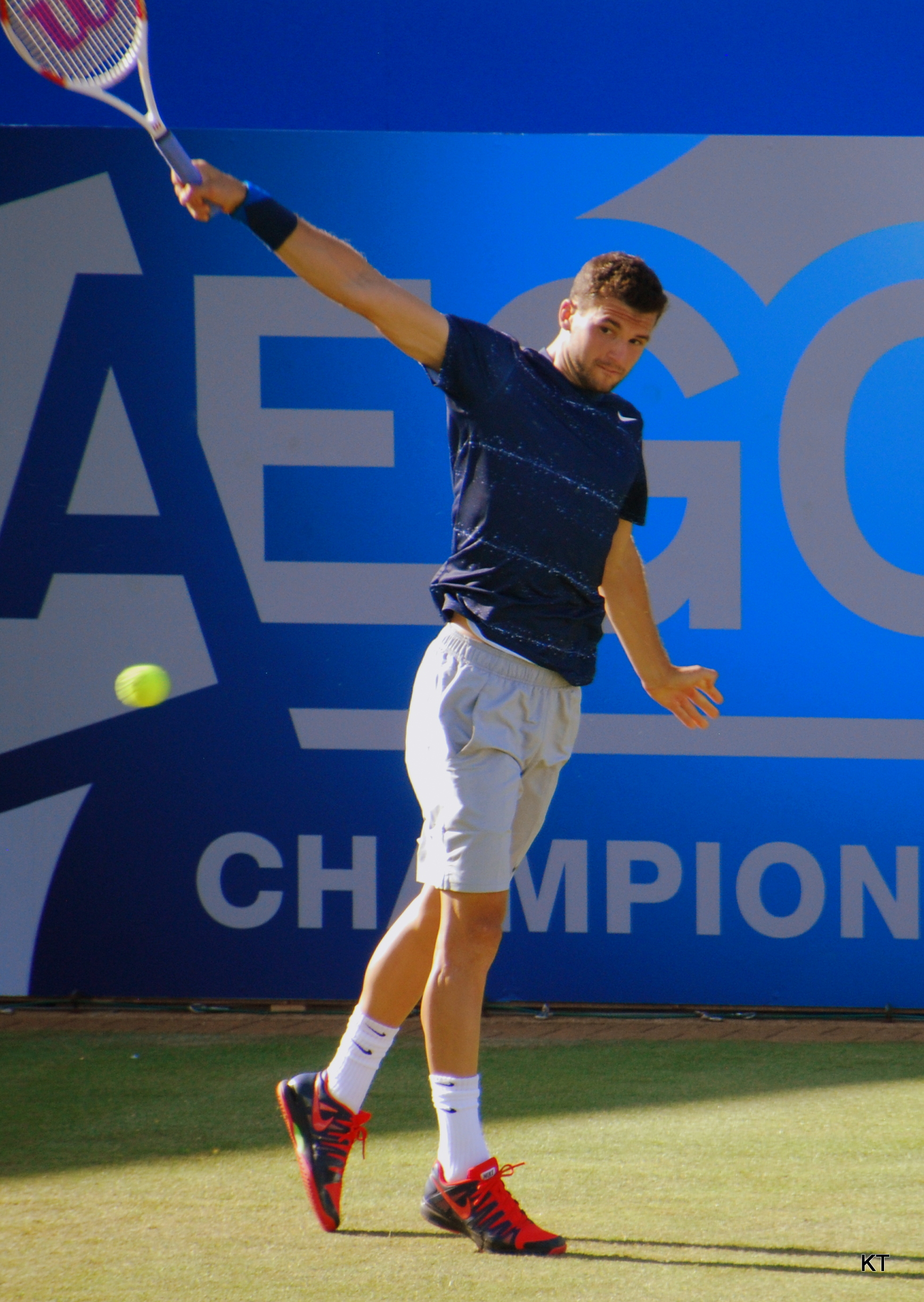
Dimitrov en 2014

Arrancó el año en el puesto n.º 23, tras realizar la campaña de su consagración.
Comenzó la temporada oficial en el ATP 250 de Brisbane donde defendía la final del año pasado. En primera ronda se deshizo del holandés Robin Haase por un cómodo 6-2 y 6-3. En segunda ronda fue derrotado por el croata Marin Čilić por un doble 5-7, con lo cual perdió un buen puñado de puntos, aunque no bajó ninguna posición en el ranking.
Tras esto, decidió jugar el torneo de exhibición Kooyong Classic en Melbourne, justamente un preparativo para el Abierto de Australia. El torneo contó con jugadores de la talla de Richard Gasquet, Stan Wawrinka y Tomáš Berdych. Sin embargo, no logró obtener una sola victoria (perdiendo en sets corridos ante Kei Nishikori y Fernando Verdasco, y finalmente se retiró del partido por el séptimo lugar).
Como clasificado n.º 23, se presentaba al primer Grand Slam de la temporada el Abierto de Australia, donde realizó un gran torneo. En primera ronda logró una victoria trabajada ante el estadounidense Bradley Klahn por 6-7(7), 6-4, 6-4 y 6-3. En segunda ronda derrotó fácilmente a Yen-Hsun Lu por un tanteo de 6-3, 6-3 y 7-6(11). En tercera ronda dio una de las grandes sorpresas al derrotar al clasificado n.º 11, el canadiense Milos Raonic por 6-3, 3-6, 6-4 y 7-6(10) en un partido de futuras estrellas. En cuarta ronda se deshizo de una de las sorpresas del torneo, el español Roberto Bautista por 6-3, 3-6, 6-2 y 6-4 para alcanzar su primer cuarto de final en Grand Slam, que venía de haber eliminado a Juan Martín del Potro y Benoît Paire. En cuartos de final no pudo con el n.º 1 Rafael Nadal en un partido igualado que acabó en parciales de 3-6, 7-6(3), 7-6(7) y 6-2 favorables al español en 3 horas y 37 minutos a pesar de tener 3 set points en el juego decisivo del tercer set. Tras esto realizó su mejor actuación de Grand Slam, y se metió por primera vez en su carrera en el Top 20 (n.º 19), convirtiéndose en el primer tenista búlgaro en hacerlo.

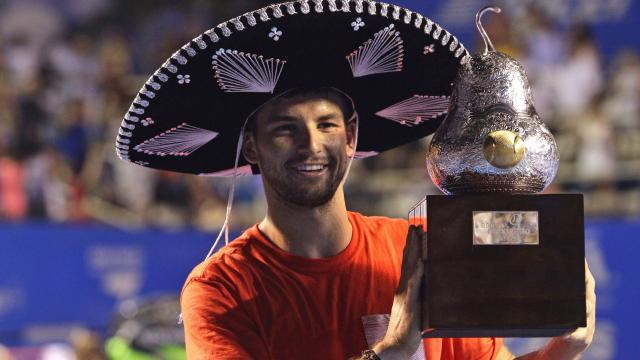
Grigor con el trofeo de campeón del Torneo de Acapulco en 2014.

Reapareció en el Torneo de Róterdam (donde llegaba como octavo y último cabeza de serie) a mediados de febrero. En primera ronda logró una trabajada victoria ante el ruso Dmitri Tursúnov por 6-2, 1-6 y 6-4. En segunda ronda cayó ante el letón Ernests Gulbis por parciales de 6-4 y 7-6(3). Luego jugó el ATP 500 de Acapulco como último preparativo para los primeros Masters 1000. En primera ronda derrotó a Marinko Matosevic por 7-5 y 6-1. En segunda ronda ganó cómodamente a Marcos Baghdatis por 6-1 y 6-4. En cuartos de final se vengó de su derrota ante el N°18 del mundo Ernests Gulbis en Róterdam venciéndole por un tanteo de 4-6, 7-6(2), 7-5. En semifinales dio la gran sorpresa al derrotar al n.º 7 del mundo —y ex n.º 2— Andy Murray por 4-6, 7-6(5), 7-6(3) en casi tres horas de juego que terminó a las 2:32 AM hora mexicana, venciéndolo por primera vez al británico, por lo que consiguió llegar a la tercera final de su carrera. En dicha final derrotó al sudafricano Kevin Anderson por parciales de 7-6(1), 3-6, 7-6(5) consiguiendo su segundo título ATP y primero de categoría 500 y escalando hasta la posición n.º 16 del ranking, además mostrando estar muy bien físicamente al ganar 3 partidos seguidos de casi 3 horas en 3 días.
Luego disputó los primeros Masters 1000 del año, donde llegaba en un estado de forma óptimo. El primero de ellos fue el de Indian Wells. En segunda ronda, ya que pasó la primera sin jugar por ser cabeza de serie ganó a Robin Haase por 6-4 y 6-3. En tercera ronda fue derrotado por Ernests Gulbis por parciales de 6-2, 1-6, 5-7, en el tercer enfrentamiento entre ambos en menos de un mes. Luego disputó el Masters de Miami. En segunda ronda se deshizo del español Albert Montañés por 6-1, 6-7(5) y 6-3 en un intenso partido. En tercera ronda fue derrotado por el japonés Kei Nishikori en parciales de 6-7(1) y 5-7. Después de Miami, Dimitrov siguió subiendo en el ranking ubicándose en el puesto número 15.
Comenzó abril jugando los Playoffs de la Zona 2 Europea/Africana de la Copa Davis contra Grecia en Atenas sobre tierra batida con el objetivo de ganar la serie y no desceder al Grupo III. Algo que si logró al ganar la serie 4-1 y Dimitrov aportó 2 puntos, uno en el individuales venció al 690 del mundo Markos Kalovelonis por 6-3, 6-3, 6-0 y el otro en el dobles asociándose con Dimitar Kutrovsky, quien previamente había obtenido el segundo punto para Bulgaria, vencieron a los griegos Alexandros Jakupovic / Markos Kalovelonis en sets corridos logrando un ventaja de 3-0 asegurando la permanencia de Bulgaria en el Grupo II para 2015 y relegando a Grecia al Grupo III.
Seguidamente jugó el Masters 1000 de Montecarlo como cabeza de serie 12 y N.º 14 del mundo, donde defendía los cuartos de final logrados en 2013, esta vez derrotó en primera ronda a Marcel Granollers por 6-2, 4-6 y 6-2 en un partido donde el español salió lesionado. Ya en segunda ronda venció a Albert Ramos también en 3 sets, remontando un 4-6 para ganar por 4-6, 6-3 y 6-4, pero en la siguiente ronda cayó ante otro español, David Ferrer por un claro 4-6, 2-6. El búlgaro entró por primera vez como cabeza de serie principal en un torneo ATP (#14 en Ranking ATP el 21 de abril de 2014) en el ATP 250 de Bucarest en Rumania y sobre arcilla. En segunda ronda derrotó a la joven promesa checa, Jiri Vesely por un cómodo 7-6(5) y 6-2, pasando a la siguiente ronda donde derrotó a Sergiy Stajovski por un marcador de 6-3 y 6-4, donde demostró tomar ritmo, jugando un tenis con mayor confianza. En semifinales derrotó a Gael Monfils tras el retiro de este cuando el primer set iba 5-1, esto lo llevó a disputar su tercera final de torneos ATP 250 (previamente, Brisbane 2013 y Estocolmo 2013), derrotando al campeón defensor Lukáš Rosol por 7-6(2) y 6-1; obteniendo así el tercer título de su carrera, el primero en tierra batida, su segundo título ATP 250 y con la posibilidad de acercarse al Top Ten de manera concreta.

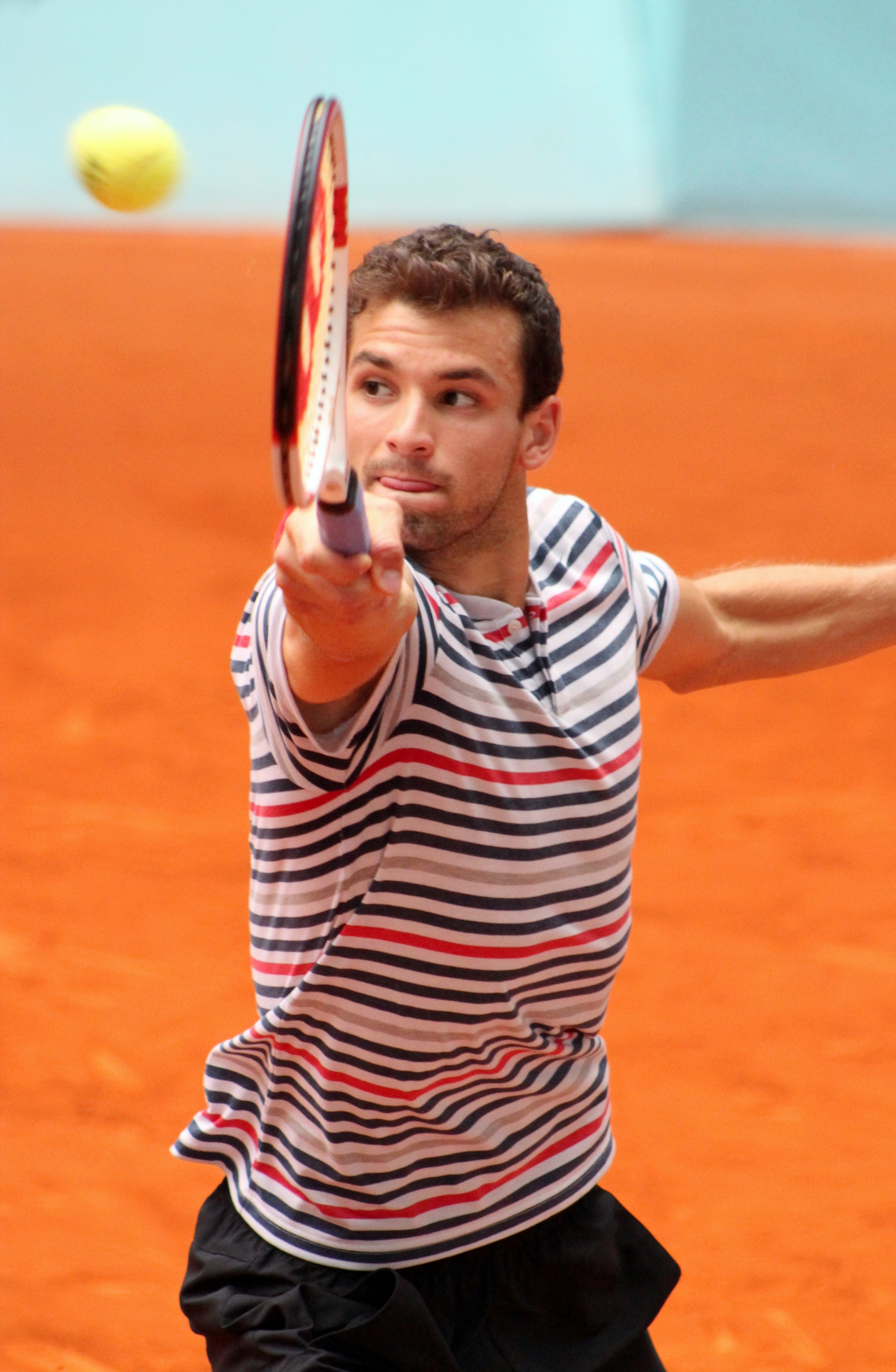
Dimitrov durante el Masters de Madrid 2014.

Luego jugó el Masters de Madrid. En primera ronda derrota fácilmente a Pablo Carreño por 6-2 y 6-4. En segunda ronda sufre para derrotar al wild-card Marius Copil por un tanteo de 4-6, 6-3 y 7-6(7). Cae finalmente en octavos de final ante Tomáš Berdych por 6-3, 3-6 y 2-6, siendo esta su primera derrota contra el checo en tres partidos entre ellos. Luego disputó el Masters de Roma teniendo una gran actuación. En primera ronda se deshace de Édouard Roger-Vasselin por 4-6, 6-3, 6-4 en un atractivo partido. En segunda ronda derrota al gigantón Ivo Karlović por 7-6(3) y 6-4 y en tercera ronda se venga de su derrota en Madrid ante Berdych, ganándole por 6-7(3), 6-2 y 6-2 logrando su cuarta victoria sobre el checo en cuatro partidos. En cuartos de final gana a Tommy Haas por 6-2 y retirada del alemán. En semifinales cayó ante el n.º 1 Rafael Nadal por un doble 6-2 en solo 1 hora y 22 minutos. Esta gran actuación en el Foro Itálico hizo que Dimitrov alcanzará un nuevo lugar en el Ranking ATP ascendiendo al puesto 12 (el mejor de su carrera en ese entonces).
Como el cabeza de serie n.º 11 y con buenas sensaciones llegaba al segundo Grand Slam del año, Roland Garros. Sin embargo, cayó en primera ronda ante todo pronóstico contra Ivo Karlović vengándose así este de su derrota en Roma por un marcador de 6-4, 7-5 y 7-6(4).
Dos semanas más tarde comenzó su gira de césped en el ATP 250 de Queen's como cabeza de serie n.º 4, y tras un bye en primera ronda, enfrentó al local James Ward quién puso a prueba al búlgaro en su transición de arcilla al pasto de Londres. Grigor Dimitrov lo derrotó en parciales de 7-5 y 6-3, pasando a tercera ronda donde ganó a Édouard Roger-Vasselin por marcadores de 7-6(3) y 6-4. Adquiriendo el ritmo necesario, se adaptó a la pista de manera consistente. En cuartos de final enfrentó al ucraniano Aleksandr Dolgopólov, pero este se retiró antes del enfrentamiento debido una lesión en el muslo. Así entonces, se encuadraba el torneo para el enfrentamiento de Grigor Dimitrov y el cabeza de serie n.º 1 y 3 del mundo, Stan Wawrinka, quien también llegaba a Londres después de una despedida temprana en Roland Garros a manos de Guillermo García-Lopez. En este partido Grigor Dimitrov dominó los rallies desde el fondo de la cancha, y aprovechó de manera efectiva sus oportunidades de quiebre logrando convertirlas y que el suizo entregó debido a un juego de mucho riesgo. El marcador final sería 6-2 6-4, sin mayores complicaciones para el tenista búlgaro. En la final enfrentó a Feliciano López, tenista español con muy buenos resultados en esta superficie, gracias a su juego de mezclar saque y volea junto a un consistente revés con slice desde el fondo de la cancha. El español venía de derrotar a Tomáš Berdych en cuartos de final y además, de ser el verdugo en semifinales de Radek Štěpánek, quien a su vez había eliminado al favorito local Andy Murray y a Kevin Anderson. En esta final, tras poco más de dos horas y media de partido, en el cual hubo una gran muestra de consistencia en el servicio de ambos jugadores, a pesar de varias doble faltas, se podría decir que fueron provocadas principalmente por la exigencia de poner un buen servicio y no permitir un punto muy extenso. El partido terminó 6-7(8), 7-6(1) y 7-6(6) para Dimitrov, salvando un punto de partido. Sumó 240 puntos más en el ranking, debido a que defendía 10 puntos del año pasado y además, se convirtió en su 4.º Título, el 3.º del año, tercer ATP 250 y de esta misma forma, logró tener un título en cada superficie y también logró títulos ATP en 3 superficies diferentes durante 2014.
Inmediatamente entró en Wimbledon enfrentando en primera ronda a Ryan Harrison, 150 en el ranking ATP, a quien derrotó en sets corridos, tomando ritmo y adquiriendo confianza en su juego. En segunda ronda enfrentaría al excampeón de wimbledon en categoría Juniors Luke Saville, derrotándolo por un marcador de 6-3, 6-2 y 6-4. Luego en tercera ronda jugó el partido más difícil que tuvo en la primera semana enfrentando al ucraniano Aleksandr Dolgopólov, yendo al 5.º set, tras remontar 2 sets a 1 a favor del ucraniano, donde el búlgaro prevaleció en los últimos dos sets ya que logró mantener su nivel ganando por 6-7(3), 6-4, 2-6, 6-4 y 6-1 a diferencia de su rival con muchos altibajos. Entrando a la segunda semana, en cuarta ronda enfrentó en un duelo nivelado al argentino Leonardo Mayer, ganando en 3 sets: 6-4, 7-6(6) y 6-2. Luego se midió ante el favorito local y campeón defensor Andy Murray, quien mostró un nivel muy inferior a lo que venía realizando en la primera semana y fue derrotado por el búlgaro en un marcador cómodo, donde este se vio pocas veces presionado por el británico; finalizando en un marcador a favor de Dimitrov en 3 sets: 6-1, 7-6(4) y 6-2 logrando su segunda victoria sobre el británico en cinco partidos. Esto lo situó inmediatamente dentro del top ten por primera vez, y además se consagró como el primer búlgaro en llegar a semifinales de Wimbledon y también su primera semifinal en Grand Slam. En frente tuvo al cabeza de serie y número 2 del mundo Novak Djokovic, habiendo jugado solo una vez en hierba en un torneo de exhibición en Londres. En esta ocasión el búlgaro quedó corto, sin embargo dio muestras de hambre por ganar y de buen tenis, faltando una mejor toma de decisiones en los puntos importantes. El marcador finalizó en 4 sets: 4-6, 6-3, 6-7(2) y 6-7(7). Tras esta gran actuación, Dimitrov ingresó a la lista de los diez mejores por primera vez en su carrera ubicándose en el puesto 9, convirtiéndose en el primer tenista masculino búlgaro en hacerlo.
A fines de julio, Dimitrov debía comenzar su gira de canchas duras norteamericanas con el ATP 500 de Washington como tercer cabeza de serie, pero debió bajarse debido a una gripe. En agosto, jugó el Masters de Toronto como séptimo cabeza de serie. En segunda ronda venció a Donald Young por 4-6, 6-2, 6-3. En tercera ronda volvió a ganar en tres sets venciendo a Tommy Robredo por 7-5, 5-7 y 6-4, en cuartos de final logró su quinta victoria contra el sudafricano Kevin Anderson en seis partidos, derrotándolo por 5-7, 7-5 y 7-6(6). En las semifinales, perdió ante el 13.º cabeza de serie y eventual campeón, Jo-Wilfried Tsonga por 6-4 y 6-3.
En el Masters de Cincinnati perdió de entrada en la segunda ronda contra el polaco Jerzy Janowicz por 6-4, 3-6 y 6-3. En el US Open fue séptimo cabeza de serie. En primera y segunda ronda derrotó a Ryan Harrison y Dudi Sela en sets corridos, respectivamente. En tercera ronda venció a David Goffin por 0-6, 6-3, 6-4 y 6-1, en cuarta ronda fue eliminado por Gael Monfils en tres sets cerrados por 5-7, 6-7(6) y 5-7, algo que le hizo bajar un puesto en el Ranking ATP cayendo al puesto 10.
En octubre jugó el ATP 500 de Pekín. Comenzó derrotando a los españoles Fernando Verdasco y Pablo Andújar, en cuartos de final perdió ante el n.º 1 del mundo Novak Djokovic por 2-6, 4-6. Su siguiente torneo fue el Masters 1000 de Shanghái perdiendo en segunda ronda ante Julien Benneteau en sets corridos.
Comenzó su defensa del título en el ATP 250 de Estocolmo venciendo a Teimuraz Gabashvili en segunda ronda por 7-5 y 7-6(4), en cuartos de final venció a Jack Sock por 5-7, 6-4 y 6-3. En semifinales batió a Bernard Tomic por 6-3, 7-5 accediendo a su sexta final ATP. Ahí perdió ante Tomáš Berdych en tres sets por 7-5, 4-6, 4-6.
En el ATP 500 de Basilea fue quinto cabeza de serie. En primera ronda venció al joven alemán Alexander Zverev por 2-6, 6-4, 6-2. En segunda ronda batió a Vasek Pospisil más fácilmente por doble 6-2 para enfrentarse a Roger Federer con quien perdió por 6-7(4), 2-6. Cerró su temporada con el Masters de París-Berçy, en segunda ronda venció al uruguayo Pablo Cuevas por 6-0 y 6-3. En tercera ronda cayó ante Andy Murray por un tanteo de doble 3-6. Dimitrov tuvo la oportunidad de clasificarse para el ATP World Tour Finals 2014 pero terminó el año como 11. El 22 de diciembre de 2014, Dimitrov fue elegido como el "Deportista búlgaro del año", convirtiéndose en el primer tenista de dicho país en ganar el premio.

### 2015: Bajón y caída en el Ranking ATP

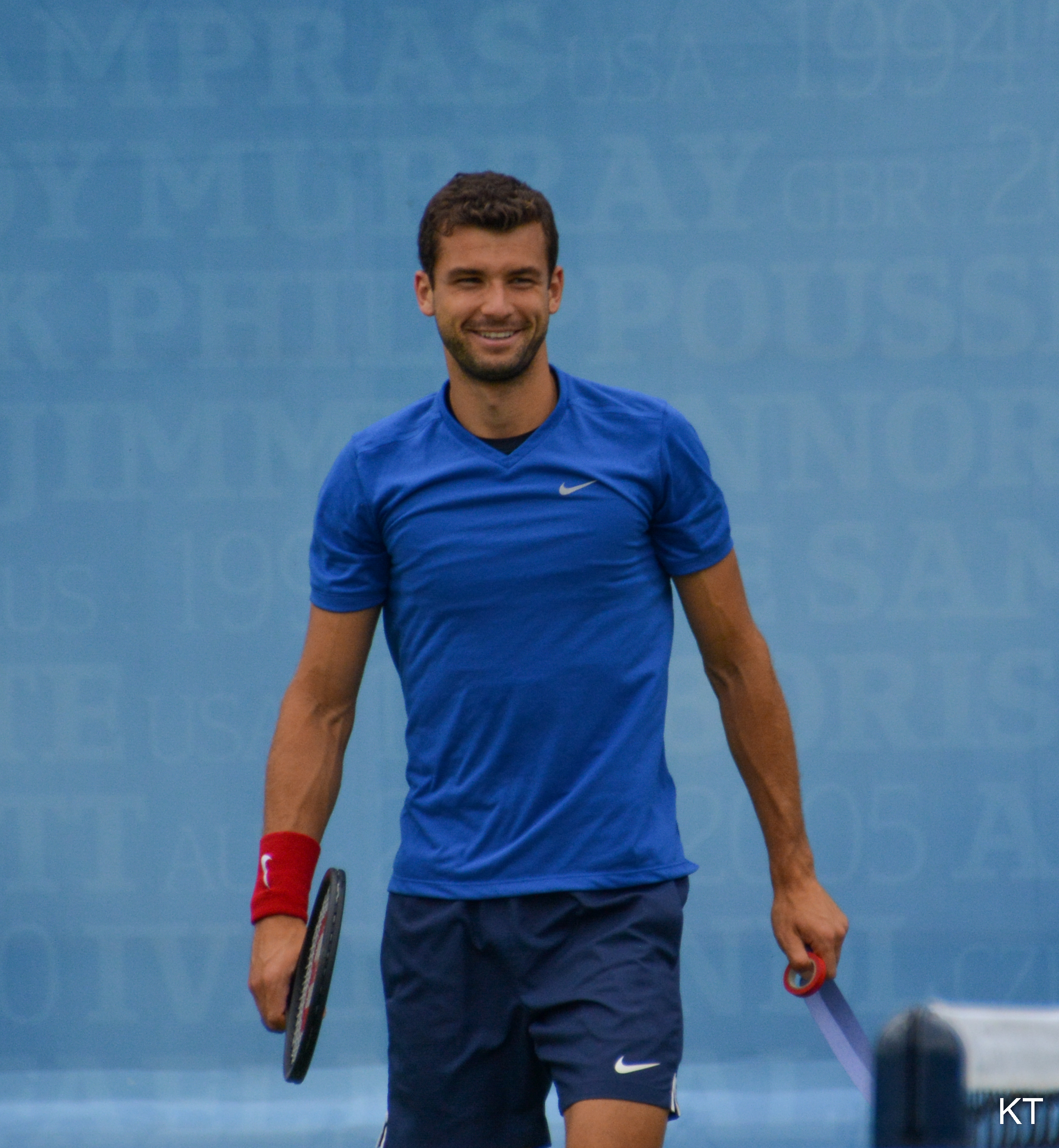
Dimitrov en 2015

Dimitrov comenzó el año en el puesto No.11. A principios de enero, comenzó su temporada con el ATP 250 de Brisbane, donde alcanzó las semifinales tras vencer a Jérémy Chardy y Martin Klizan, ahí perdió ante Roger Federer 2-6, 2-6 en menos de una hora, también jugó el dobles del torneo junto con el joven australiano Thanasi Kokkinakis, con quien llegó a semifinales. En el Abierto de Australia, Dimitrov fue décimo cabeza de serie. En la primera ronda venció a Dustin Brown en sets corridos en solo 69 minutos, luego en la segunda ronda venció a Lukáš Lacko en cuatro sets y a Marcos Baghdatis en cinco sets en la tercera ronda. En cuarta ronda perdió contra el sexto cabeza de serie y eventual subcampeón, Andy Murray, por 4-6, 7-6(5), 3-6, 5-7 a pesar de servir 5-3 arriba en el cuarto para empatar a 2 sets, aunque le quiebran y pierde 4 games consecutivos.
Comenzó febrero jugando el ATP 500 de Róterdam sobre canchas duras bajo techo, siendo quinto cabeza de serie. En la primera ronda venció al francés Paul-Henri Mathieu por 4-6, 7-6(2) y 6-2 salvando dos puntos de partido en el segundo set, pero luego perdió en la segunda ronda contra el N.º 37 del mundo, Gilles Müller, por 2-6, 6-7(8). Posteriormente jugó el ATP 500 de Acapulco donde fue el campeón defensor y tercer cabeza de serie, perdió prematuramente en la segunda ronda contra Ryan Harrison en sets corridos, quien logró su primer triunfo sobre un Top 10 en su carrera al 23.º intento. Para Grigor esto fue una verdadera decepción, lo que confirma un comienzo complicado de la temporada para el. El 10 de marzo, Dimitrov jugó un partido de exhibición en el Madison Square Garden contra Roger Federer, derrotando al suizo por primera vez por 6-2, 1-6 y 7-5.
En marzo jugó los dos primeros Masters 1000 del año: en Indian Wells, siendo 11.º cabeza de serie y despidiéndose en tercera ronda, previamente había vencido en tres sets al joven australiano y N.º 37 del mundo, Nick Kyrgios. En la tercera ronda perdió contra el N.º 19 del mundo, Tommy Robredo, por 6-4, 1-6, 7-5. Fue noveno cabeza de serie en el Masters de Miami y nuevamente cayó en la tercera ronda contra el cabeza de serie número 22 John Isner en sets corridos.
Comenzó la gira de tierra batida europea con el Masters de Montecarlo como noveno cabeza de serie, venció a Fernando Verdasco en la primera ronda en tres sets, y luego derrotó en sets corridos a Fabio Fognini en la segunda ronda. En la tercera ronda, Dimitrov aplastó en menos de una hora al séptimo cabeza de serie y campeón defensor Stan Wawrinka, por 6-1, 6-2 y luego perdió en sets corridos ante Gaël Monfils por 1-6, 3-6 en los cuartos de final.
Decidió no defender su título en Bucarest y, en cambio, participó en la primera edición del ATP 250 de Estambul, al ser segundo cabeza de serie empezó en la segunda ronda derrotando a Andréi Golúbev y en cuartos a Ivan Dodig, ambos en sets corridos, en semifinales perdió ante Pablo Cuevas por 2-6, 4-6. Luego jugó el Masters de Madrid como 10.º cabeza de serie. Su oponente en la primera ronda Donald Young al que venció por 6-4, 3-0 y retiro del estadounidense. En segunda ronda venció a Fabio Fognini, regresando de un set abajo para ganar 3-6, 6-2, 7-5 y en tercera ronda venció al octavo cabeza de serie Stan Wawrinka en tres sets por 7-6(5), 3-6, 6-3. En los cuartos de final, perdió en sets corridos ante el tercer cabeza de serie y dos veces campeón defensor, Rafael Nadal por 3-6, 4-6, siendo esta su sexta derrota en igual cantidad de enfrentamientos contra el español.
No pudo defender su semifinal en el Masters de Roma en mayo al caer en tres sets contra Fabio Fognini, en lo que fue el tercer partido entre ambos en un mes. En Roland Garros perdió en sets corridos contra Jack Sock en la primera ronda, así Dimitrov salió temprano del torneo parisino por segundo año consecutivo.

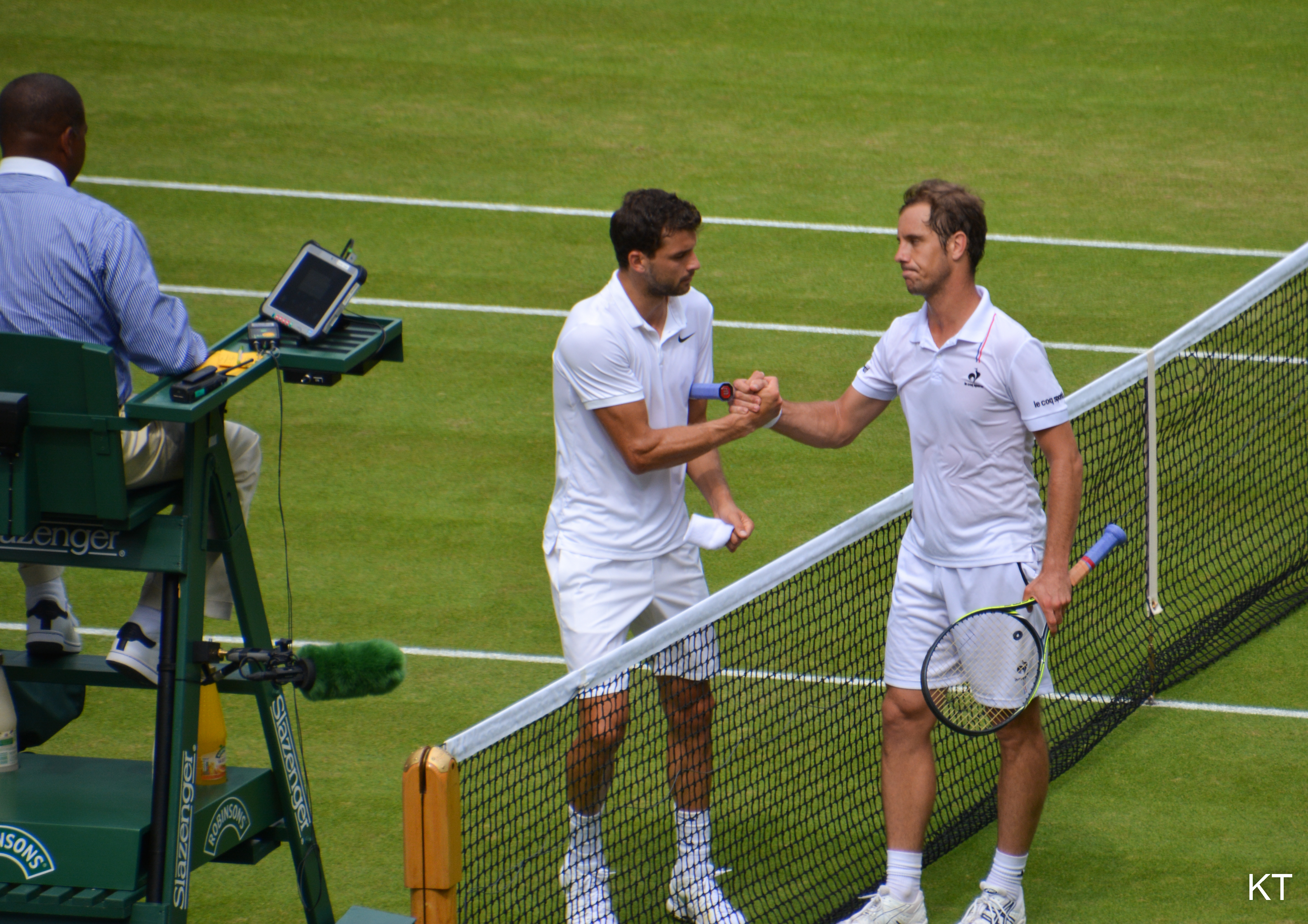
Grigor Dimitrov perdió en la tercera ronda en Wimbledon 2015 contra Richard Gasquet por 6-3, 6-4 y 6-4.

En junio, Dimitrov no pudo defender su título en el Torneo de Queen's Club sobre césped, perdiendo en la segunda ronda ante Gilles Müller. En Wimbledon eliminó a Federico Delbonis y Steve Johnson para alcanzar la tercera ronda donde perdió en sets corridos ante Richard Gasquet, en lo que fue su quinta derrota en cinco partidos contra el francés. Después de esa derrota, Dimitrov decidió separarse de su entrenador Roger Rasheed.
En junio jugó la Zona 2 de la Zona Europea/Africana 2015 contra Luxemburgo de visitante sobre tierra batida, finalmente ganó 1 partido en individuales y dobles ganando 2 puntos para que su nación se imponga por un claro 5-0. En agosto, comenzó su gira sobre canchas duras norteamericanas con el ATP 500 de Washington, alcanzando la tercera ronda (perdiendo ante Steve Johnson). Luego jugó el Masters de Montreal perdiendo ante Jack Sock en la segunda ronda y en el Masters de Cincinnati fue eliminado en la tercera ronda por el N.º 2 del mundo, Andy Murray, por 6-4, 6-7(3), 5-7 habiendo perdido un punto de partido en el tercer set. El bajo desempeñó de Dimitrov continuó con el US Open perdiendo en cinco sets contra Mijaíl Kukushkin en la segunda ronda.
En septiembre contrató a Franco Davín como su nuevo entrenador. Alcanzó los cuartos de final en el Torneo de Kuala Lumpur y luego a principios de octubre tuvo otra salida temprana en primera ronda en el ATP 500 de Tokio. Tras esto, Dimitrov salió del Top 20 después de esta seguidilla de malos resultados. Posteriormente decidió viajar a Suecia para disputar el ATP 500 de Estocolmo alcanzando los cuartos de final donde fue derrotado por Tomáš Berdych en sets corridos. Después jugó el ATP 500 de Basilea donde alcanzó la segunda ronda perdiendo contra Rafael Nadal por 4-6, 6-4, 3-6. Su último torneo del año fue el Masters de París-Berçy logrando un resultado positivo al eliminar en segunda ronda al 12.º cabeza de serie Marin Čilić por doble 7-6, en tercera ronda perdió ante el octavo cabeza de serie David Ferrer por 6-7(4), 6-1 y 6-4.

### 2016: Resurgimiento a final de año

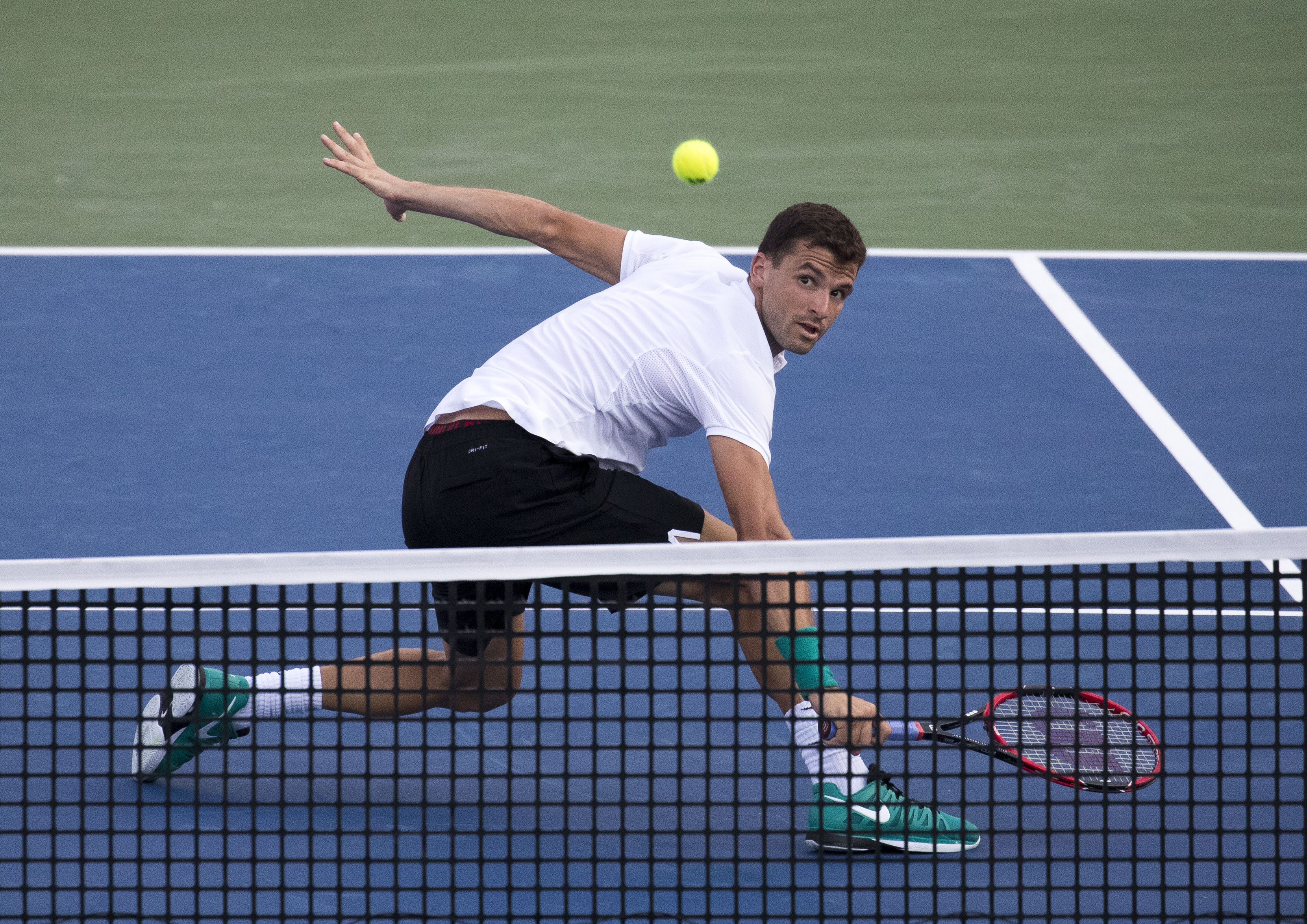
Grigor Dimitrov en 2016

Clasificado como n.º 28 del mundo, Dimitrov comienza su temporada con el ATP 250 de Brisbane. Alcanzó los cuartos de final pero perdió contra Roger Federer por 6-4, 6-7(4) y 6-4 en un juego disputado. Emparejado con Kei Nishikori, Dimitrov también llegó a las semifinales en dobles, pero se retiró debido a molestias en el hombro. Llegó a la final en Sídney, la séptima final de su carrera (la primera desde Estocolmo en 2014) tras vencer a Pablo Cuevas, Alexandr Dolgopolov y a Gilles Müller; pero perdió contra Viktor Troicki por 2-6, 6-1 y 7-6(7). Continúa su temporada con el primer Grand Slam del año: el Abierto de Australia. Comienza con una fácil victoria en la primera ronda contra Paolo Lorenzi en tres sets. En la segunda ronda, venció al clasificado Marco Trungelliti por 6-3, 4-6, 6-2 y 7-5. Pierde de nuevo en la tercera ronda contra Roger Federer por 6-4, 3-6, 6-1 y 6-4, su quinta derrota ante el suizo, en un partido con muchas doble faltas y buenos tiros a veces del búlgaro después de 2 horas y 40 minutos.
En febrero, Dimitrov decidió saltarse la primera edición del Torneo de Sofía en su tierra natal y participó en el ATP 250 de Delray Beach, donde perdió contra el local Rajeev Ram en las semifinales en sets corridos. Luego, perdió ante el campeón defensor y eventual campeón Dominic Thiem en sets corridos en los cuartos de final del ATP 500 de Acapulco.
En marzo, disputó el Masters de Indian Wells siendo cabeza de serie 23, perdiendo en la segunda ronda contra el joven Alexander Zverev por 4-6, 6-3, 5-7. En el Masters de Miami, supera en la segunda ronda a Federico Delbonis por un difícil 7-6(8), 4-6 y 6-4, antes de enfrentarse al n.º 2 del mundo Andy Murray, logrando una gran actuación al ganar por 6-7(1), 6-4 y 6-3 en partidazo de 2 horas y 25 minutos. Pero no lo confirma en octavos contra el francés Gael Monfils perdiendo por 6-7(5), 6-3, 6-3.
En abril, comenzó su gira de tierra batida europea. Llegó a la segunda ronda del Masters de Montecarlo perdiendo ante el francés Gilles Simon en sets corridos. Dos semanas después, participó en el ATP 250 de Estambul, y se clasificó para la final (novena en su carrera) tras vencer al clasificado Adrian Ungur con dificultad 7-5, 4-6 y 7-5, a Jiří Veselý 7-6(1), 6-1 y a Ivo Karlović en dos desempates. Se enfrenta por el título al argentino Diego Schwartzman, debutante en esta etapa. Mientras lideraba por 7-6 y 5-2, el búlgaro entra en una irregularidad y poco a poco va perdiendo el ritmo y cae por 6-7(5), 7-6(4) y 6-0 en 2 horas y 45 minutos, en el último juego rompió tres raquetas y fue descalificado tras haber roto dos raquetas, y ser advertido anteriormente.
Luego pierde en la primera ronda en sus próximos cinco torneos: los Masters 1000 de Madrid y Roma, luego en Roland Garros, Stuttgart y Queen's.

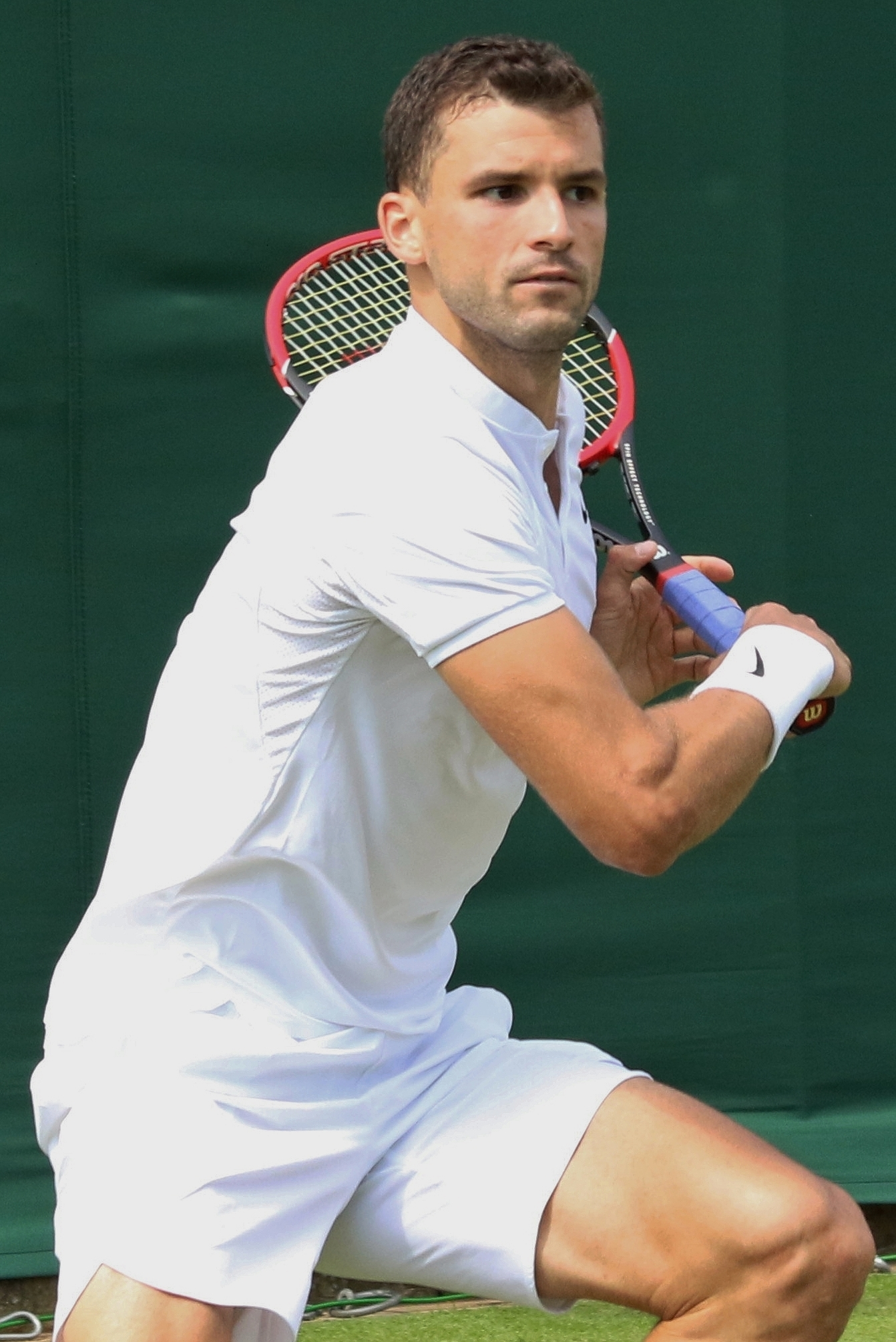
Dimitrov en Wimbledon 2016.

Debido a estos malos resultados por primera vez desde el Abierto de Australia 2013 que no será cabeza de serie en un Grand Slam, en Wimbledon terminaría con su racha perdedora derrotando en primera ronda a Bjorn Fratangelo en sets corridos, luego al 16 cabeza de serie Gilles Simon en cuatro sets, antes de perder contra Steve Johnson por 7-6(6), 6-7(3), 4-6, 2-6. Poco después, se separó de su entrenador Franco Davín. El Búlgaro contrató a Daniel Vallverdu como entrenador, excolaborador de Andy Murray y Tomáš Berdych, para la gira por pista dura en Norteamérica.
En julio, participó en el ATP 250 de Washington, perdiendo de entrada en la segunda ronda y en sets corridos ante el No.82 Daniel Evans. En el Masters de Canadá, tuvo un luchado debut contra Yūichi Sugita en la primera ronda, regresando de un set abajo y 2-5 en la muerte súbita del segundo set para ganar por 5-7, 7-6(5) y 6-4. En segunda ronda venció fácilmente al invitado local Denis Shapovalov por 6-4, 6-3 y luego el búlgaro venció a Ivo Karlović en sets corridos por la tercera ronda. Por los cuartos de final se enfrentó al 3.º preclasificado Kei Nishikori perdiendo en tres sets. Junto con Stan Wawrinka, venció a Lucas Pouille y Dominic Thiem en la primera ronda de dobles del torneo, antes de perder contra Henri Kontinen y John Peers.
Dimitrov participó en los Juegos Olímpicos de Río 2016 en la primera quincena de agosto, pero perdió en la primera ronda contra el noveno cabeza de serie Marin Čilić por 6-1 y 6-4. El búlgaro luego tuvo una buena racha en el Masters 1000 de Cincinnati alcanzando su tercera semifinal de Masters 1000 de su carrera. Posteriormente, venció en sets corridos a Gilles Simon en la primera ronda y luego regresó de un set para eliminar al 16.º cabeza de serie Feliciano López por 5-7, 6-3, 7-6(6). En la tercera ronda, Dimitrov ganó contra el segundo cabeza de serie Stan Wawrinka por doble 6-4 y en cuartos venció a Steve Johnson en sets corridos. En la semifinal fue derrotado nuevamente por el eventual campeón Marin Čilić, por 6-4, 3-6, 5-7. En la semana siguiente, Dimitrov regresó a los primeros 30 del ranking ATP, saltando 10 posiciones al puesto número 24.
Como cabeza de serie número 22 jugó el US Open y alcanzó la 4.ª ronda por segunda vez en su carrera y primera en Grand Slam desde Australia 2015, después de dejar en el camino a Íñigo Cervantes, Jérémy Chardy y João Sousa antes de perder en sets corridos contra el n.º 2 del mundo Andy Murray por un claro 6-1, 6-2 y 6-2, quien le concedió solo 5 juegos en total.
Tras esto comenzó la Gira Asiática en el torneo inaugural de Chengdú. Fue cabeza de serie tercero y llegó a las semifinales, donde perdió contra el quinto cabeza de serie Albert Ramos. Luego participó en el ATP 500 de Pekín, comenzó venciendo a Steve Johnson en tres sets, en segunda ronda batió a Lucas Pouille en otros tres sets y en un duro partido. En cuartos de final se enfrentó al número 4 del mundo Rafael Nadal, ganándole por un claro 6-2 y 6-4 obteniendo así su primera victoria sobre el español. En las semifinales, el tercer cabeza de serie Milos Raonic se retiró antes del partido con Dimitrov debido a una lesión en el tobillo, por ende llegó hasta la final donde perdió contra el n.º 2 Andy Murray por un apretado 4-6, 6-7(2). En el Masters de Shanghái superó al francés Richard Gasquet en la primera ronda en sets corridos, contra quien tenía un récord negativo de 0-5, pero en la segunda ronda perdió ante el clasificado Vasek Pospisil, que nunca había derrotado a Dimitrov.
Ya en la Gira indoor (bajo techo) llegó a las semifinales en Estocolmo, donde fue vencido por el eventual campeón Juan Martín del Potro. Luego jugó en el ATP 500 de Basilea, pero perdió en la primera ronda contra Gilles Müller en tres sets. En su último torneo de la temporada, el Masters de Paris-Berçy, Dimitrov perdió en 3 sets ante el número uno del mundo Novak Djokovic en la tercera ronda.

### 2017: Primer Masters 1000, campeón del ATP World Tour Finals y llegada al Top 3

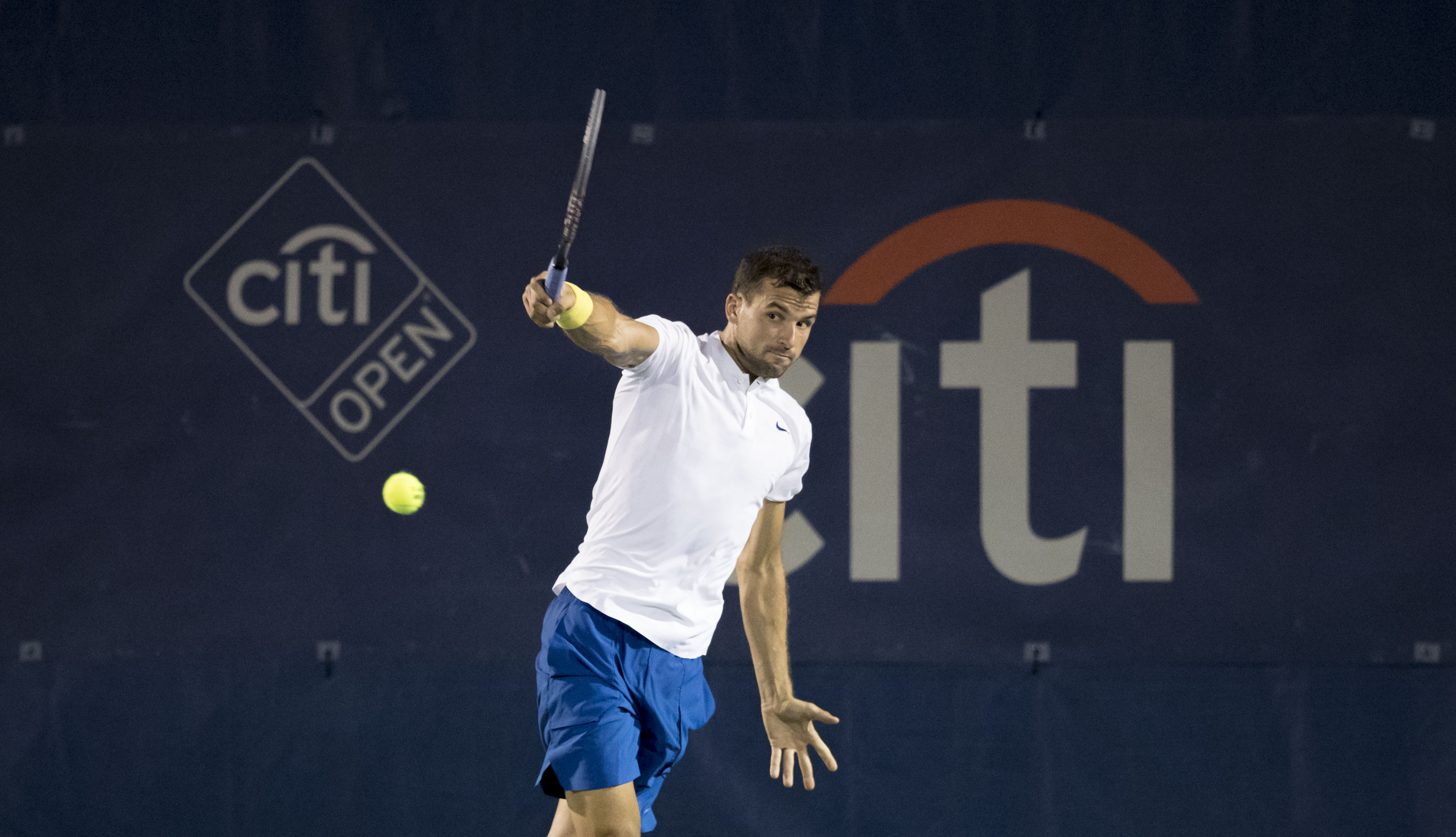
2017 fue la mejor temporada en la carrera de Dimitrov, logrando llegar a semis en el Australian Open, ganando su primer Masters 1000 y la Copa de Maestros y finalizando el año como número 3 del mundo

En su primer torneo del año, hace una gran semana en Brisbane superando fácilmente a Steve Johnson y Nicolás Mahut en sets corridos en las dos primeras rondas. En cuartos venció al 8.º del mundo el austríaco Dominic Thiem por 6-3, 4-6, 6-3 antes de vencer con autoridad al n.º 3 del mundo Milos Raonic por 7-6(7) y 6-2 en una hora y media para clasificar a su primera final de la temporada, en la final se enfrenta al japonés Kei Nishikori (5.º del mundo), a quien nunca había logrado vencer, sin embargo se invirtió la tendencia y ganó por 6-2, 2-6, 6-3 en 1 hora y 48 minutos para ganar su primer título ATP en dos años y medio, lo que le permite subir hasta el 15.º puesto del ranking ATP, su último título fue en Queen's 2014, cabe destacar que venció a 3 Top 10 camino al título.
Aprovechando su gran forma y confianza a comienzos de año, realiza un buen torneo en el Abierto de Australia. Derrotó Christopher O'Connell en la primera ronda, después a Hyeon Chung en cuatro sets en la segunda ronda, luego a Richard Gasquet (18.º del mundo) con bastante facilidad por 6-3, 6-2, 6-4 en la jornada nocturna de Melbourne Park (en un duelo que empezó a las 11:58 p. m. hora australiana), se enfrenta por un lugar en los cuartos de final a la sorpresa del torneo, el uzbeko Denis Istomin 117.º del mundo, que había eliminado a Novak Djokovic en la segunda ronda, juega dos exigentes primeros sets contra su rival, pero él tuvo la ventaja de una lesión que tuvo su rival en los dos últimos parciales para ganar el partido por 2-6, 7-6(2), 6-2, 6-1 en 2 horas y 24 minutos alcanzando su primer cuartos de final en un Grand Slam desde Wimbledon 2014, ahí se enfrentó contra el 11.º del mundo David Goffin y lo vence en sets corridos con suma facilidad por 6-3, 6-2, 6-4 en 2 horas y 12 minutos para confirmar su retorno tenístico y la confianza en este inicio de año para clasificarse a semifinales en Melbourne llegando también a una racha de 10 victorias consecutivas, ahí se encontró con el noveno mundial Rafael Nadal, que también estaba regresando a su mejor versión tras una lesión. En un emocionante y épico partido, el español se impone en 5 sets por 6-3, 5-7, 7-6(5), 6-7(4) y 6-4 en 4 horas y 57 minutos, aunque el búlgaro entregó lo mejor de sí en un gran partidos de golpes sagrados y llegó a tener dos puntos de quiebre estando 4-3 arriba en el quinto set. El partido con Nadal fue citado entre los 3 mejores partidos de Grand Slam en 2017.
En febrero, en su natal Bulgaria, ganó el Torneo de Sofía, superando a Jerzy Janowicz con dificultad por 4-6, 6-3 y 7-5, después a Viktor Troicki y Nikoloz Basilashvili en sets corridos y luego en la final vence a David Goffin por 7-5, 6-4 en 1 hora y 38 minutos. Se enfrenta de nuevo a Goffin en los cuartos de final en Róterdam donde cae en tres sets por 4-6, 6-1, 3-6 y así el belga logró vencer por primera vez a Dimitrov.
En marzo, comenzó la gira estadounidense, cayendo primero en la tercera ronda en Indian Wells contra el futuro semifinalista Jack Sock, después de un partido que terminó en la muerte súbita del tercer set por 3-6, 6-3 y 7-6(7) después de haber tenido cuatro puntos de partido. Luego fue eliminado en la segunda ronda del Masters de Miami ante el argentino Guido Pella.
Comenzó la gira de tierra batida europea con una derrota ante Tommy Robredo en la segunda ronda del Torneo de Marrakech. Esto fue seguido por otra sorpresa en Montecarlo, donde Dimitrov fue cabeza de serie octavo y cayó en la segunda ronda, ante el francés Jan-Lennard Struff.
El búlgaro terminó su racha perdedora en el Masters de Madrid, logrando sus primeras victorias en tierra del año sobre Philipp Kohlschreiber e Ivo Karlović, pero pierde en tres sets por 6-4, 4-6, 6-7(9) frente al noveno mundial Dominic Thiem después de desperdiciar cinco puntos de partido, luego volvió a deperdirse tempranamente en otro torneo, en la primera ronda del Masters de Roma, siendo derrotado por Juan Martín del Potro por 3-6, 6-2, 6-3, además esta fue la quinta derrota contra el argentino en cinco enfrentamientos. Y termina la gira llegando a la tercera ronda en Roland Garros, siendo derrotando por Pablo Carreño por 5-7, 3-6 y 4-6.

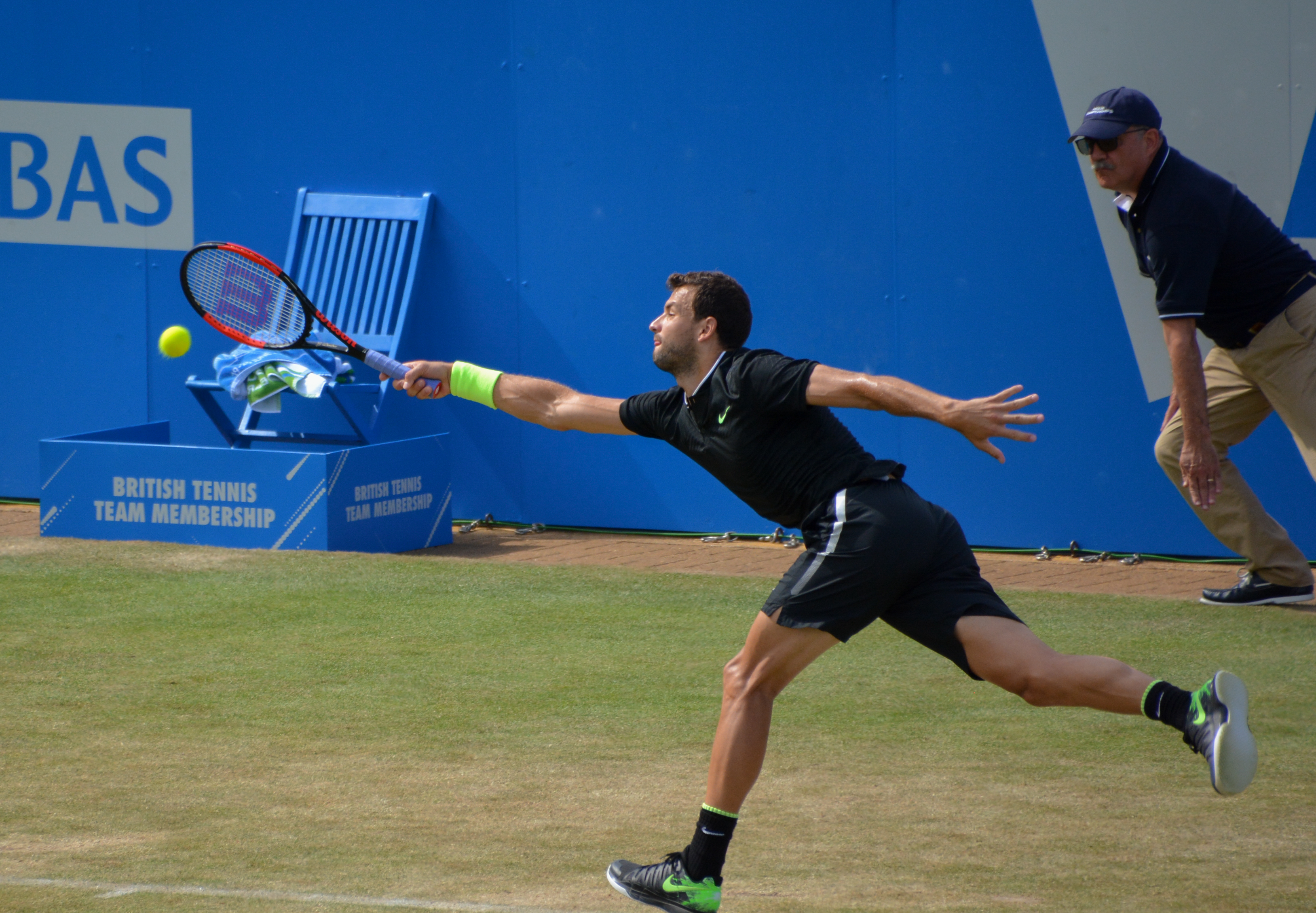
Grigor Dimitrov en la gira de césped en 2017

Comienza la gira de césped en Stuttgart donde fue primer cabeza de serie, pero perdió en su primer partido. Luego en Queen's, llega a semifinales tras vencer a Ryan Harrison, Julien Benneteau y Daniil Medvédev antes de caer ante el futuro ganador Feliciano López por 5-7, 6-3, 2-6 después de 2 horas y 3 minutos. Y, por último en Wimbledon, cae en octavos de final ante Roger Federer por un claro 6-4, 6-2, 6-4 en 1 hora y 38 minutos en lo que fue su sexta derrota en seis partidos oficiales contra el suizo. Tras finalizar el torneo vuelve al Top 10 por primera vez desde febrero de 2015 al ubicarse en el puesto 10.
Comienza el US Open Series con el ATP 500 de Washington en agosto, cayendo en octavos de final contra Daniil Medvédev por 6-4, 6-2 y de nuevo llegó a octavos de final en el Masters de Montreal, después de vencer a Mischa Zverev en tres sets, cae ante Robin Haase por 7-6(3), 4-6 y 6-1.
Ganó el Masters 1000 de Cincinnati como cabeza de serie número 7, quedó exento de la primera ronda, debutó en segunda ronda batiendo a Feliciano López 7-6(5), 6-4 y en tercera ronda venció al argentino Juan Martín del Potro por 6-3, 7-5 logrando su primer triunfo sobre el tandilense. En cuartos de final venció fácilmente a la sorpresa del torneo, el japonés Yuichi Sugita, por 6-2 y 6-1 en menos de una hora y media para llegar a semifinales. Además este el primer torneo en que el ningún miembro del Big Four (Federer, Djokovic, Nadal y Murray) llegó a semifinales desde París-Berçy 2008 y 2012, siendo este solo el tercero en tiempo y el primer torneo en el que no esta ninguno de los 10 primeros del ranking en semifinales desde Hamburgo 2006, en semifinales vencer al 19.º del mundo John Isner en doble tie-break por 7-6(4) y 7-6(10) después de 2 horas y 3 minutos de juego para llegar a su primera final de Masters 1000 en su carrera; esto además es un paso importante para la progresión del búlgaro, en la final se enfrenta al 23.º del mundo Nick Kyrgios. Previo a la final Dimitrov y Kyrgios se convierten en los quintos y sextos jugadores nacidos en la década de 1990 que llega a una final de Masters 1000 (Después Jerzy Janowicz, Milos Raonic, Dominic Thiem y Alexander Zverev). Aunque esta final es la primera entre dos jugadores nacido en los años 90' y el primer Masters 1000 que lo definen dos debutantes en esta etapa en 15 años desde la final del Masters de Canadá 2002 entre Guillermo Cañas y Andy Roddick, volviendo a la final, Grigor vence al australiano por 6-3 y 7-5 en 1 hora y 25 minutos ganando el torneo sin ceder sets. Así Dimitrov ganó el título más importante de su carrera, y su primer Masters 1000 en su primera final con 26 años. Esto le permite subir en el ranking ATP al puesto 9.
Entonces llegó a Flushing Meadows como uno de los candidatos a ganar el US Open, caería sorpresivamente en la segunda ronda con el joven Andréi Rubliov por 5-7, 6-7(3), 3-6.
Para la gira asiática, comienza en el ATP 500 de Pekín a comienzos de octubre, debuta superando a Damir Dzumhur por 6-1, 3-6, 6-3 y por segunda vez consecutiva a Juan Martín del Potro por 7-6(6), 7-5 en dos ajustados sets y al español Roberto Bautista en un encuentro muy físico por 7-6(5), 4-6, 6-2 para avanza a semifinales. Donde se inclinó ante el número 1 del mundo Rafael Nadal por 3-6, 6-4 y 6-1. Luego disputó el Masters de Shanghái quedando exento de la primera ronda, vence a Ryan Harrison por 3-6, 6-3, 7-6(6) en 2.ª ronda salvando tres puntos de partido y en tercera ronda doblega a otro estadounidense, Sam Querrey por 6-3 y 7-6(3). En cuartos de final perdió nuevamente ante Rafael Nadal en tres sets por 4-6, 7-6(4), 3-6 luego de otro gran partido del búlgaro como en Australia y Pekín.
Comienza la temporada en pista cubierta (bajo techo) a mediados de octubre, participa en el Torneo de Estocolmo como cabeza de serie 1. Empezó en la segunda ronda venciendo al talentoso polaco Jerzy Janowicz por 7-5, 7-6(5), en cuartos de final venció a Mischa Zverev 6-3, 6-4 y en semifinales a Fabio Fognini 6-3, 7-6(2) para avanzar a la final del torneo sueco. En la final perdió ante el semifinalista del US Open, el argentino Juan Martín del Potro por un claro 6-4 y 6-2 en 1 hora y 23 minutos perdiendo la posibilidad de sumar su 4.º título en el año y siendo esta su tercera derrota en la final de Estocolmo, a pesar de ambos ganado ambos encuentros contra el argentino en 2017. Después de esto se bajo del ATP 500 de Viena tras la fatigosa semana en Suecia, y gracias a la derrota prematura de Sam Querrey, se clasificó por primera vez en su carrera al Masters de Londres y también convirtiéndose en el primer búlgaro en jugar el Torneo de Maestros.
A finales de octubre, jugó el Masters de París-Bercy perdiendo en octavos de final ante John Isner por 7-6(10), 5-7 y 7-6(3) después de jugar hasta la 2:45 AM (hora francesa). En la semana siguiente, antes de la Copa Masters, Dimitrov logró un nuevo récord en su carrera, subiendo al puesto 6 del ranking.
Juega por primera vez el Torneo de Maestros quedando situado en el grupo Pete Sampras junto con el español Rafael Nadal, el austriaco Dominic Thiem y el belga David Goffin. Debuta contra Dominic Thiem y en un gran partido lo derrota por 6-3, 5-7 y 7-5 en 2 horas y 21 minutos, en su segundo encuentro, se aprovechó de la fatiga de Goffin después de su maratónico partido contra Nadal y lo vence fácilmente por 6-0 y 6-2 en 1 hora y 13 minutos asegurando su cupo para semifinales, en su último partido del grupo, supera fácilmente a Pablo Carreño (Sustituto de Nadal) por un doble 6-1 en solo una hora, se enfrenta en semifinales al norteamericano Jack Sock (N.º 9 del mundo), venciéndolo por 4-6, 6-0 y 6-3 en 1 hora y 59 minutos para clasificar a su primera final de un Masters en su primera participación, y además aseguró terminar en el número 3 mundial, la mejor clasificación de su carrera. Se encuentra en la final con Goffin, a quien había vencido en la fase de grupos, esta la primera vez en una final de Torneo de Maestros que se enfrentan dos que nunca llegaron a la final de un Grand Slam y también por primera vez el ganador de la Copa Masters será uno nacido en los años 90', en un partido de mucha tensión, con muchos errores no forzados y nerviosismo, Dimitrov se impone por 7-5, 4-6 y 6-3 en 2 horas y media contra el belga, logrando el título más importante de su carrera. Terminó el torneo como campeón invicto, recibiendo un premio de U$ 2.549,000 y 1,500 puntos de ranking, este último lo ayudó a terminar 2017 en el número 3 del mundo, el mejor de su carrera (solo detrás de Nadal y Federer).
Dimitrov finalizó su temporada 2017 con estos importantes hitos:
- 1) Primer Masters 1000 de su carrera.
- 2) Primer Torneo de Maestros.
- 3) Cinco finales durante la temporada.
- 4) Cuatro títulos en la temporada.
- 5) Ocho victorias sobre Top 10 en el año (Tenía 13 en total antes de 2017).
- 6) 250 victorias en partidos oficiales.
- 7) Segunda semifinal en Grand Slam.
- 8) Primera semifinal en Grand Slam en canchas duras.

### 2018: Inestabilidad y salida del Top 15

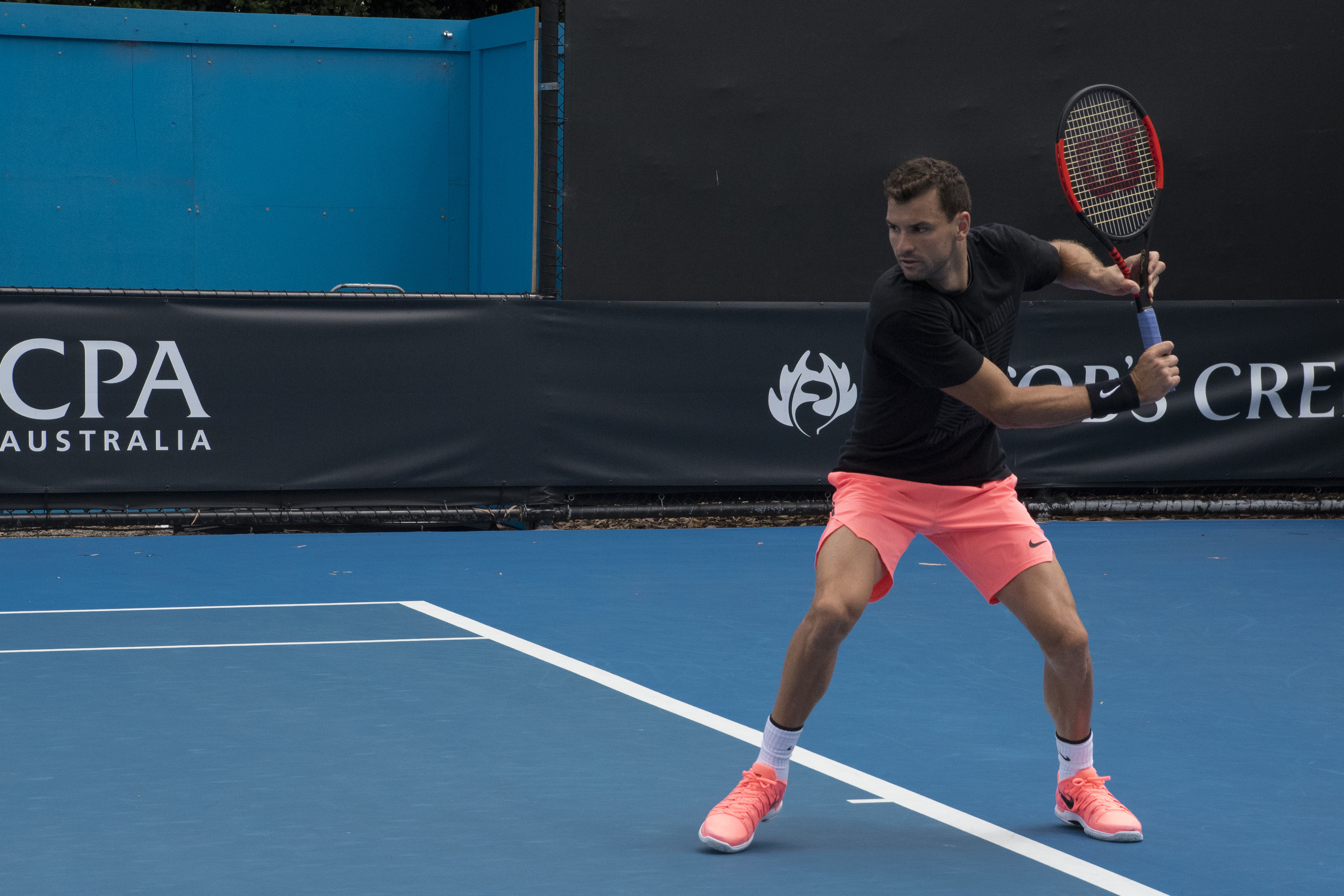
Grigor Dimitrov en 2018

Comenzó la Temporada 2018 como el año anterior en el ATP 250 de Brisbane, torneo del que era campeón defensor y máximo favorito. Exento de la primera ronda ganó sus dos primeros partidos a tres sets contra el Will Card local John Millman y el británico Kyle Edmund. Cae en las semifinales ante el tercer cabeza de serie y eventual campeón Nick Kyrgios por 3-6, 6-1 y 6-4 en poco más de una hora y media. El búlgaro jugó en los dobles también, junto con Ryan Harrison, llegando a las semifinales, antes de retirarse.
Dimitrov llegó al Abierto de Australia como uno de los favoritos después de su brillante final de 2017. En primera ronda vence sin problemas al clasificado Dennis Novak en dos sets tras retiró del austriaco, luego en 2.ª ronda experimento un montón de problemas y cometió demasiados errores no forzados contra otro clasificado Mackenzie McDonald finalmente gana por 4-6, 6-2, 6-4, 0-6 y 8-6 después de 3 horas y 26 minutos, en tercera ronda tiene menos dificultades para vencer al cabeza de serie 30 Andréi Rubliov que lo había eliminado en la segunda ronda del US Open 2017 y se tomó la revancha ganando por 6-3, 4-6, 6-4, 6-4 aprovechando los errores de su oponente, en octavos de final se enfrenta al local y cabeza de serie 17 Nick Kyrgios ganando un partido muy intenso y un muy buen servicio de Kyrgios para terminar ganándolo por 7-6(3), 7-6(4) 4-6, 7-6(4) en 3 horas y 26 minutos para alcanzar su 3.º cuarto de final en Melbourne. Finalmente pierde su partido contra el novato en esta etapa Kyle Edmund por 4-6, 6-3, 3-6 y 4-6 en 2 horas y 49 minutos, abrumado por la presión cae a las puertas de las semifinales, después del partido expresa que no jugó un buen partido desde el comienzo del torneo. En la semana siguiente Dimitrov declaró que había jugado los últimos partidos con una lesión en el hombro. Al no recuperarse, el búlgaro se retiró del ATP de Sofía en su natal Bulgaria, donde era el campeón defensor.
Tras recuperarse de su lesión en el hombro jugó el Torneo de Róterdam como cabeza de serie 2, llega a semifinales tras tener discretos partidos venciendo a Yuichi Sugita 6-4, 7-6(5), Filip Krajinovic 7-6(4), 7-5 y a Andréi Rubliov 6-3, 6-4. Se clasificó para la final aprovechando el abandonó del número 7 del mundo David Goffin en el segundo set, luego de que la pelota rebotara en la raqueta del belga y alcanzará su ojo. Se enfrenta por el título a Roger Federer que venía de recuperar el número 1 tras cinco años y 4 meses, el encuentro se jugó de un solo lado de la red mediante la vía rápida a favor del suizo por doble 6-2 en solo 54 minutos, lo que confirma el bloqueo mental contra Federer de Dimitrov.
Después de esta derrota en seco, Dimitrov encadenó un bajón. En Dubái y el Masters de Indian Wells, siendo eliminado en su primer partido y en tres sets contra Malek Jaziri y Fernando Verdasco, respectivamente. En el Masters de Miami, derrota con bastante dificultades a Maximilian Marterer antes de perder en la segunda ronda ante el francés Jeremy Chardy por doble 6-4. A pesar de estos magros resultados que en el tercer lugar del Ranking en tras los dos primeros Masters 1000.
Recuperó su nivel de principio de año en la gira de tierra batida europea en el Masters de Montecarlo, el primer gran torneo de la temporada sobre tierra batida. Experimenta grandes dificultades para derrotar al francés Pierre-Hugues Herbert por 3-6, 6-2, 6-4 en segunda ronda y en tercera ronda a Philipp Kohlschreiber por 4-6, 6-3, 6-4, antes de clasificar a semifinales vencer al 10 del mundo David Goffin por un estrecho 6-4 y 7-6(5) en 1 hora y 46 minutos. En semifinales cae contra el número 1 mundial Rafael Nadal por 6-4, 6-1, quién logró su undécimo título en el principado. Siguió cosechando buenos resultados en Barcelona, comienza con un fácil triunfo ante Gilles Simón por 6-2 y 6-1, toma venganza sobre Malek Jaziri y lo vence en un duro partido por 7-5, 3-6 y 7-6(8) para alcanzar los cuartos de final antes de perder contra el local Pablo Carreño por 6-3, 7-6(4). Después de que el partido terminara con un apretón de manos, Dimitrov acusó a Carreño Busta de detener el punto en la muerte súbita del segundo set, lo que provocó un error no forzado por parte del búlgaro. Carreño Busta negó las acusaciones.
En mayo, bajan sus resultados comparados con el inicio de la gira perdiendo en su primer partido en Madrid y Roma frente a Milos Raonic (5-7, 6-3, 3-6) y Kei Nishikori (7-6(4), 5-7, 4-6), respectivamente en la segunda ronda. En el segundo Grand Slam del año en Roland Garros, comienza venciendo al egipcio Mohamed Safwat por 6-1, 6-4, 7-6(1), en segunda ronda vence en una maratónico partido al estadounidense Jared Donaldson por 6-7(2), 6-4, 4-6, 6-4 y 10-8 para finalmente caer en la tercera ronda ante Fernando Verdasco por 7-5, 6-2 y 6-4 acusando el desgaste del partido anterior.
En la gira de césped tuvo sus peores resultados desde 2010 al ganar solo 1 partido y perder 2, comenzó en Queen's Club derrotando a Damir Dzumhur por 6-3, 6-7(4), 6-3 en primera ronda para luego caer ante Novak Djokovic por un fácil 6-4 y 6-1. En Wimbledon le tocó enfrentarse en un duro partido de primera ronda al suizo Stan Wawrinka cayendo finalmente por 1-6, 7-6(3), 7-6(5) y 6-4.
Mejoró sus últimos resultados en agosto en el Masters de Toronto llegando a los cuartos de final tras derrotar a Fernando Verdasco y Frances Tiafoe en tres sets, antes de caer bruscamente por doble 6-2 contra el n.º 6 del mundo Kevin Anderson. No pudo defender su título en el Masters 1000 de Cincinnati después de que fuera derrotado en la tercera ronda por el eventual campeón Novak Djokovic en un ajustado partido de tres sets. Como resultado, el ranking de Dimitrov cayó al puesto número 8 del mundo. A esto le siguió la eliminación en primera ronda del US Open perdiendo contra Stan Wawrinka en sets corridos.
Tras esto bajos resultados Dimitrov participó en segunda edición de la Laver Cup. En ella, Dimitrov formaría parte del equipo de Europa donde compartiría equipo con el suizo Roger Federer, el serbio Novak Djokovic, el alemán Alexander Zverev, el belga David Goffin y el británico Kyle Edmund. Contribuyó un triunfo contra Frances Tiafoe y una derrota en dobles contra Nick Kyrgios y Jack Sock (formando dupla con David Goffin), de todos modos Europa se consagró Bicampeón del torneo tras el triunfo de Alexander Zverev sobre Kevin Anderson en el penúltimo partido. Luego siguió con caídas tempranas en las primeras rondas de Pekín y Viena, perdiendo ante Dušan Lajović y Mijaíl Kukushkin, respectivamente. La temporada de Dimitrov terminó después del Masters de París, donde perdió contra el quinto favorito Marin Čilić en la tercera ronda. Dimitrov no se clasificó para el Masters de Londres, donde era el campeón defensor. El ex n.º 1 del mundo Andre Agassi se unió al equipo de Dimitrov antes del Masters de París.

### 2019: Lesión en el hombro y semifinal en el US Open
Comenzó el año jugando el ATP 250 de Brisbane como sexto cabeza de serie, en sus dos primeros juegos venció a Yoshihito Nishioka y John Millman por idéntico marcador, 6-3, 6-4. En cuartos de final perdió contra el n.°9 del mundo Kei Nishikori por 5-7, 5-7.
En el Abierto de Australia comenzó venciendo al serbio Janko Tipsarević y al uruguayo Pablo Cuevas en cuatro mangas, en tercera ronda venció al italiano Thomas Fabbiano 7-6(5), 6-4, 6-4. Perdió en los octavos de final contra el joven estadounidense Frances Tiafoe por 5-7, 6-7(6), 7-6(1), 5-7. Debido a una lesión en el hombro, no pudo defender su condición de finalista del año anterior en el Torneo de Róterdam perdiendo 300 puntos en el ranking, por lo que pierde 7 puestos en el Ranking ATP bajando del 24 al 31.º puesto.
También decidió bajarse del Masters de Indian Wells teniendo todavía molestias en el hombro. Regresó a la competencia con el Masters de Miami al vencer en segunda ronda a Feliciano López por un claro 6-1, 6-3, pero fue eliminado por el australiano Jordan Thompson en la siguiente ronda por 5-7, 5-7.
Comenzó su gira de arcilla con el primer Masters 1000 sobre dicha superficie: Montecarlo, comenzó venciendo a Matteo Berrettini y Jan-Lennard Struff en sets corridos para caer en octavos de final contra Rafael Nadal por 4-6, 1-6, algo que le hizo caer 15 lugares en el ranking ATP del 22 de abril para salir del top 40 por primera vez desde febrero de 2013 (estando 323 semanas ahí) al caer al puesto 43. A la semana siguiente jugó el ATP 500 de Barcelona como 13.º cabeza de serie. Empezó en la segunda ronda derrotando al local Fernando Verdasco en su primer partido por 6-2, 6-7(4), 6-3 y luego en la tercera ronda perdió ante Nicolás Jarry, verdugo de Alexander Zverev en la ronda anterior, perdió ante el chileno en 3 sets por 6-2, 4-6 y 6-7(2) perdiendo otros 6 lugares en el ranking ATP al final del torneo quedando en el puesto 49, la más baja desde 2012.
Perdió en la primera ronda del Masters de Madrid contra el estadounidense Taylor Fritz por 6-7(8), 6-7(4). Tras esto decide entrenar con Radek Štěpánek para prepararse para Roland Garros. Nuevamente perdió en primera ronda en el Masters de Roma al caer contra el alemán Jan-Lennard Struff por 4-6, 7-6(5), 3-6 a pesar de ir 3-1 en el último set. En busca de llegar más rodado antes de Roland Garros, se inscribió a última hora para el ATP 250 de Ginebra donde debe jugar las clasificaciones, las cuales paso sin problemas al vencer a Marc-Andrea Hüsler (6-4, 6-3) y Thomas Fabbiano (7-5, 6-3) en sets corridos para clasificarse al cuadro principal. En la primera ronda se enfrentó al 78.º del mundo Federico Delbonis, después de un gran primer set, volvió a mostrar su irregularidad y perdió por 6-1, 4-6, 2-6.
Como 46.º del mundo afrontó el segundo Grand Slam del año: Roland Garros, con un pobre récord de 9-8 y sin haber podido alcanzar semifinales durante el año. En primera ronda necesita cinco sets para superar al serbio Janko Tipsarević (ex-8 del mundo y 303.º en el ranking debido a lesiones) por 6-3, 6-0, 3-6, 6-7(4), 6-4 y en segunda ronda vence en otros cinco sets al 11.º cabeza de serie Marin Čilić por 6-7(3), 6-4, 4-6, 7-6(2), 6-3. En la tercera ronda, fue derrotado por el suizo Stan Wawrinka, cabeza de serie el número 24, en tres sets apretados, todos en tiebreak por 6-7(5), 6-7(4), 6-7(8).
Nuevamente lesionado del hombro, se bajo del Torneo de 's-Hertogenbosch. Finalmente comenzó su temporada de hierba el 17 de junio en el ATP 500 de Queen's, perdiendo en la primera ronda contra el cabeza de serie n.º 8 Félix Auger-Aliassime por 4-6, 4-6, reciente finalista del Torneo de Stuttgart. En Wimbledon perdió en la primera ronda contra el francés Corentin Moutet en cinco sets a pesar de ir 2 sets a 0 arriba por 6-2, 6-3, 6-7(4), 3-6, 1-6.
Después de una pésima temporada, acude al ATP 250 de Atlanta gracias a un will-card perdiendo nuevamente en la primera ronda contra el local y N.º 405 del mundo, Kevin King por 5-7 y 4-6, quien nunca había sumado un triunfo ATP. A la semana siguiente jugó otro ATP 250: Los Cabos en México. Logró pasar la primera ronda laboriosamente contra el estadounidense Steve Johnson por 7-6(4), 4-6 y 7-6(5) pero perdió en octavos de final ante el argentino Guido Pella por un claro 4-6, 2-6. En el Masters de Montreal perdió en la primera ronda contra el suizo Stanislas Wawrinka por 4-6 y 4-6, quien lo eliminó nuevamente una semana después en la primera ronda del Masters de Cincinnati por 7-5, 4-6, 6-7(4). Estos nefastos resultados en la gira de canchas duras norteamericanas le hizo bajar a un más su Ranking ATP bajando hasta el puesto 78 el 26 de agosto, su clasificación más baja en más de 7 años, tras perder 7 de sus últimos 8 partidos.
Tuvo su resurrección en el último Grand Slam del año, el US Open. En primera ronda derrotó al italiano Andreas Seppi por 6-1, 6-7(2), 6-4 y 6-3, pasó automáticamente a la tercera ronda tras la no presentación (walkover) del cabeza de serie n°12, el croata Borna Ćorić. En la tercera ronda venció al "lucky loser" polaco Kamil Majchrzak por 7-5, 7-6(8), 6-2. En los octavos de final, derrotó al joven australiano Álex de Miñaur, verdugo anteriormente de Kei Nishikori, en tres sets por 7-5, 6-3, 6-4. En los cuartos de final se enfrenta al suizo número 3 del mundo Roger Federer, logrando dar la sorpresa y vencerlo por primera vez en su carrera después de 7 derrotas y en cinco sets por 3-6, 6-4, 3-6, 6-4, 6-2 para acceder a su primera final en Nueva York (su tercera en Grand Slam y primera desde Australia 2017) y también alcanzando recién su primera semifinal de la temporada en septiembre. Ahí se enfrentó al ruso y 5 del mundo Daniil Medvedev, jugador que venía en racha y en muy buena forma (finales en Washington y Montreal, título en Cincinnati), finalmente terminó inclinándose en sets corridos por 6-7(5), 4-6, 3-6 en 2 horas y 41 minutos. Este gran torneo le permite subir 53 lugares en el ranking ATP alcanzado el puesto 25.
Reanudó la competencia el 24 de septiembre con el ATP 250 de Chengdú como cuarto cabeza de serie. En segunda ronda derrotó al británico Daniel Evans doble 7-5 pero perdió en los cuartos de final contra el joven kazajo Aleksandr Búblik en tres sets luchados por 7-5, 6-7(9), 6-7(3).
A principios de octubre, jugó el ATP 500 de Pekín donde perdió en la primera ronda contra el ruso Andréi Rubliov por 2-6, 5-7. Decidió saltarse el Masters de Shanghái y jugó el ATP 250 de Estocolmo como segundo cabeza de serie, exento de la primera ronda, perdió en la 2.ª contra el cañonero estadounidense Sam Querrey por 7-6(7), 3-6, 6-7(3). A finales de octubre juega el ATP 500 de Viena, en la primera ronda derrotó al bosnio Damir Džumhur 6-3, 7-5 y luego perdió en octavos de final contra el italiano Matteo Berrettini por 6-7(5) y 6-7(1).
Tuvo una gran semana en el último Masters 1000 de la temporada: París-Bercy, en primera ronda derrotó al francés Ugo Humbert 4-6, 6-1, 6-2 y luego al cabeza de serie 12 y belga David Goffin en dos sets por 7-5, 6-3. En los octavos de final venció al 5 del mundo Dominic Thiem por un claro 6-3 y 6-2, en cuartos de final venció al chileno Cristian Garín 6-2, 7-5 clasificando para su primera semifinal en París. En semifinales fue eliminado por Novak Djokovic en dos sets por 6-7(5), 4-6.

### 2020: año marcado por la pandemia
En el Abierto de Australia gana el primer partido ante Juan Ignacio Lóndero (6-4, 2-6, 0-6, 4-6) pero pierde en segunda ronda ante Tommy Paul (6-4, 7-6, 3-6, 6-7, 7-6). 
Es semifinalista del Abierto Mexicano perdiendo contra Rafa Nadal (6-3, 6-2). En el Masters de Cincinnati cae en segunda ronda ante Márton Fucsovics (5-7, 6-4, 2-6). 
En el Abierto de Estados Unidos gana en primera ronda a Tommy Paul (6-4, 6-3, 6-1) y pierde en segunda ronda ante Márton Fucsovics (7-6, 6-7, 6-3, 4-6, 1-6). 
En el Masters de Roma alcanza los cuartos de final donde pierde 6-2, 3-6, 6-2 contra Denis Shapovalov. En Roland Garros gana en primera ronda a Grégoire Barrère (3-6, 2-6, 2-6), en segunda a Andrej Martin (4-6, 6-7, 1-6) y en tercera su rival Roberto Carballés se retira. Pierde en cuarta ronda 3-6, 6-7, 2-6 ante Stéfanos Tsitsipás. 
Es semifinalista del Torneo de Amberes perdiendo contra Álex de Miñaur (7-6, 6-7, 6-4).

### 2021: año irregular y marcado por las lesiones
En el Abierto de Australia alcanza los cuartos de final. En primera ronda vence a Marin Čilić (6-4, 6-2, 7-6), en segunda a Alex Bolt (7-6, 6-1, 6-2), en tercera a Pablo Carreño tras la retirada del español y en cuarta ronda a Dominic Thiem (4-6, 4-6, 0-6). Pierde en cuartos de final contra Aslán Karatsev (6-2, 4-6, 1-6, 2-6). 
En el Masters de Miami pierde en primera ronda contra Cameron Norrie (5-7, 5-7). En el Masters de Montecarlo cae en octavos de final contra Rafael Nadal (1-6, 1-6) tras vencer en los partidos previos a Jan-Lennard Struff (6-3, 6-4) y Jérémy Chardy (7-6, 6-4).
En el Masters de Madrid pierde en su primer partido ante Lloyd Harris (6-3, 3-6, 7-6) y en el Masters de Roma vuelve a perder en su debut ante Alejandro Davidovich Fokina (6-4, 7-6). 
En Roland Garros cae en primera ronda al tener que retirarse por lesión en su partido ante Marcos Giron cuando el marcador estaba 6-2, 6-4, 5-7, 0-3. 
No juega ninguna competición hasta Wimbledon donde vence en primera ronda a Fernando Verdasco (6-3, 3-6, 4-6, 4-6) pero pierde en segunda ronda ante Aleksandr Búblik (6-4, 7-6, 7-6). 
En el Masters de Canadá pierde su primer partido ante Reilly Opelka (3-6, 4-6) y en el Masters de Cincinnati alcanza los octavos de final cayendo ante Daniil Medvédev (6-3, 6-3). En el Abierto de Estados Unidos se tiene que retirar en segunda ronda nuevamente lesionado cuando el marcador estaba 6-7, 6-7, 0-4 a favor del australiano Alexei Popyrin, en primera ronda había vencido 6-1, 7-6, 6-3 a Sam Riffice.
Es semifinalista del Torneo de San Diego cayendo 4-6, 6-4, 4-6 ante Casper Ruud. Grigor también es semifinalista del Masters de Indian Wells perdiendo su último partido 2-6, 4-6 ante Cameron Norrie tras vencen en las rondas previas a Daniel Altmaier, Reilly Opelka, Daniil Medvédev y Hubert Hurkacz. 
En su último torneo del año, el Masters de París cae en octavos de final frente a Alexander Zverev (6-7, 7-6, 3-6). 

### 2022: semifinalista del Masters de Montecarlo y del Torneo de Viena
En el Abierto de Australia gana en primer ronda a Jiří Lehečka (6-4, 4-6, 6-3, 7-5) y pierde en segunda ante Benoît Paire (4-6, 4-6, 7-6, 6-7). 

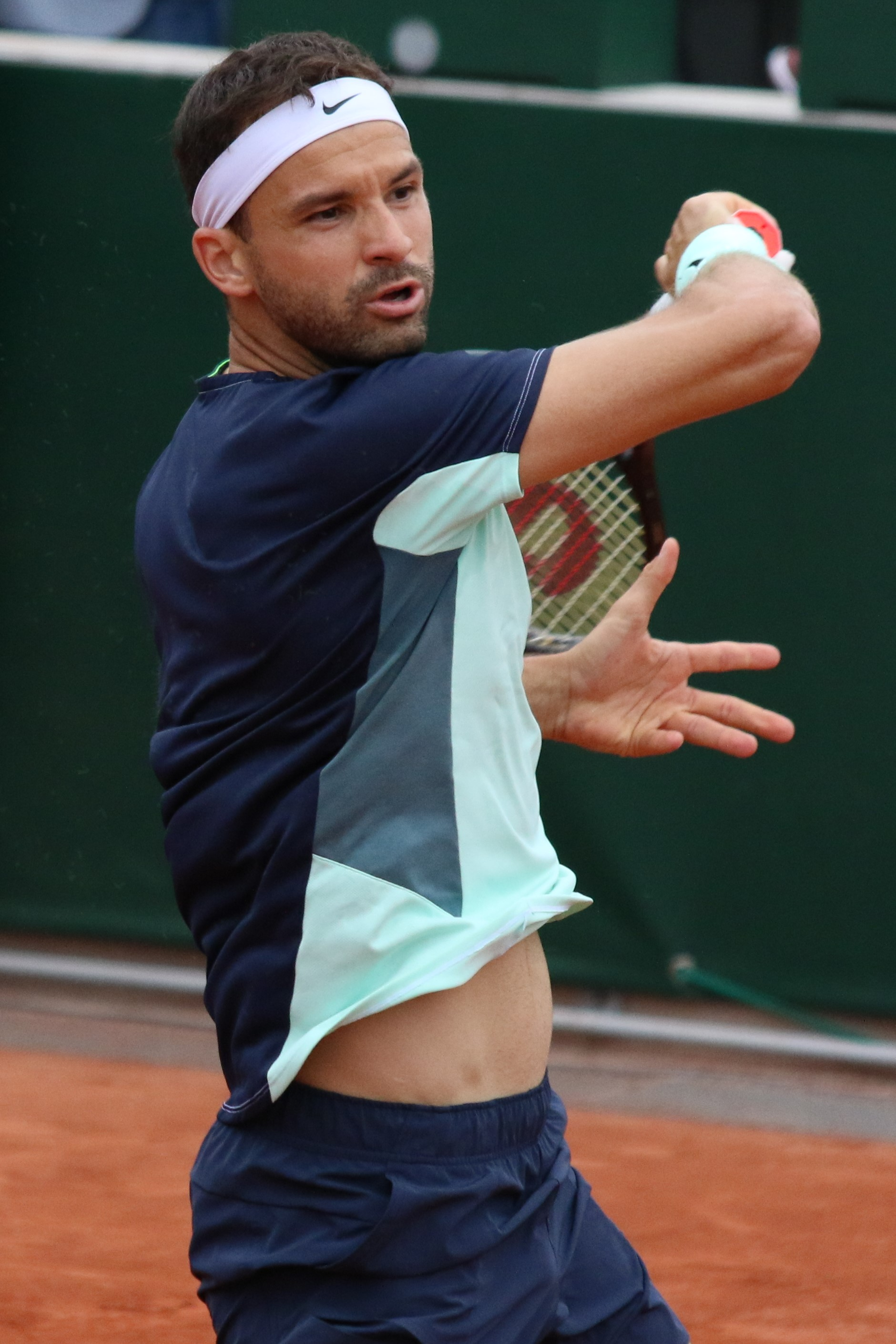
Dimitrov en el Torneo de Roland Garros en 2022.

En el Masters de Indian Wells alcanza los cuartos de final cediendo 7-5, 6-2 ante el ruso Andréi Rubliov y en el Masters de Miami cae en primera ronda ante Mackenzie McDonald (1-6, 4-6). 
Ya en tierra batida en semifinalista del Masters de Montecarlo perdiendo dicho partido 6-4, 6-7, 6-3 ante el español Alejandro Davidovich Fokina. En las rondas previas vence a Nikoloz Basilashvili que se retira, Dušan Lajović (6-4, 3-6, 2-6), Casper Ruud (3-6, 5-7) y Hubert Hurkacz (6-4, 3-6, 7-6). 
En el Masters de Madrid cae en octavos de final ante Stéfanos Tsitsipás (3-6, 4-6) y en el Masters de Roma pierde en segunda ronda de nuevo ante el griego Stéfanos Tsitsipás (3-6, 7-5, 6-7). 
En Roland Garros vence en primera ronda a Marcos Giron (6-1, 6-1, 6-1) y en segunda a Borna Ćorić (6-0, 6-4, 6-3), cae en tercera ronda ante el argentino Diego Schwartzman (3-6, 1-6, 2-6). En Wimbledon se tiene que retirar por lesión en su primer partido ante Steve Johnson (4-6, 5-2). 
En el Masters de Canadá pierde en su segundo partido ante Álex de Miñaur (7-6, 7-5) y en el Masters de Cincinnati pierde en el primero frente a Denis Shapovalov (7-6, 6-3).
En el último Grand Slam del año, el Abierto de Estados Unidos, gana en primera ronda a Steve Johnson (6-3, 6-2, 6-2) y cae en segunda ante el local Brandon Nakashima (6-7, 5-7, 3-6).
Disputa en su país natal el Torneo de Sofía perdiendo en octavos de final ante Iliá Ivashka (3-6, 6-7). Tras caer en primera ronda el Torneo de Estocolmo, alcanza las semifinales del Torneo de Viena perdiendo ante Daniil Medvédev (6-4, 6-2).
En el Masters de París pierde en octavos de final 6-1, 6-3 ante Carlos Alcaraz, tras ganar los dos partidos previos a Botic van de Zandschulp y a Fabio Fognini. 

### 2023: renacer a final de temporada, semifinalista del Masters de Shanghái y finalista del Masters de París
Empieza la nueva temporada disputando la United Cup en Perth como miembro y capitán del equipo búlgaro junto a: Viktoriya Tomova, Isabella Shinikova, Dimitar Kuzmanov, Gergana Topalova y Alexander Lazarov. No logran pasar de la fase de grupos.

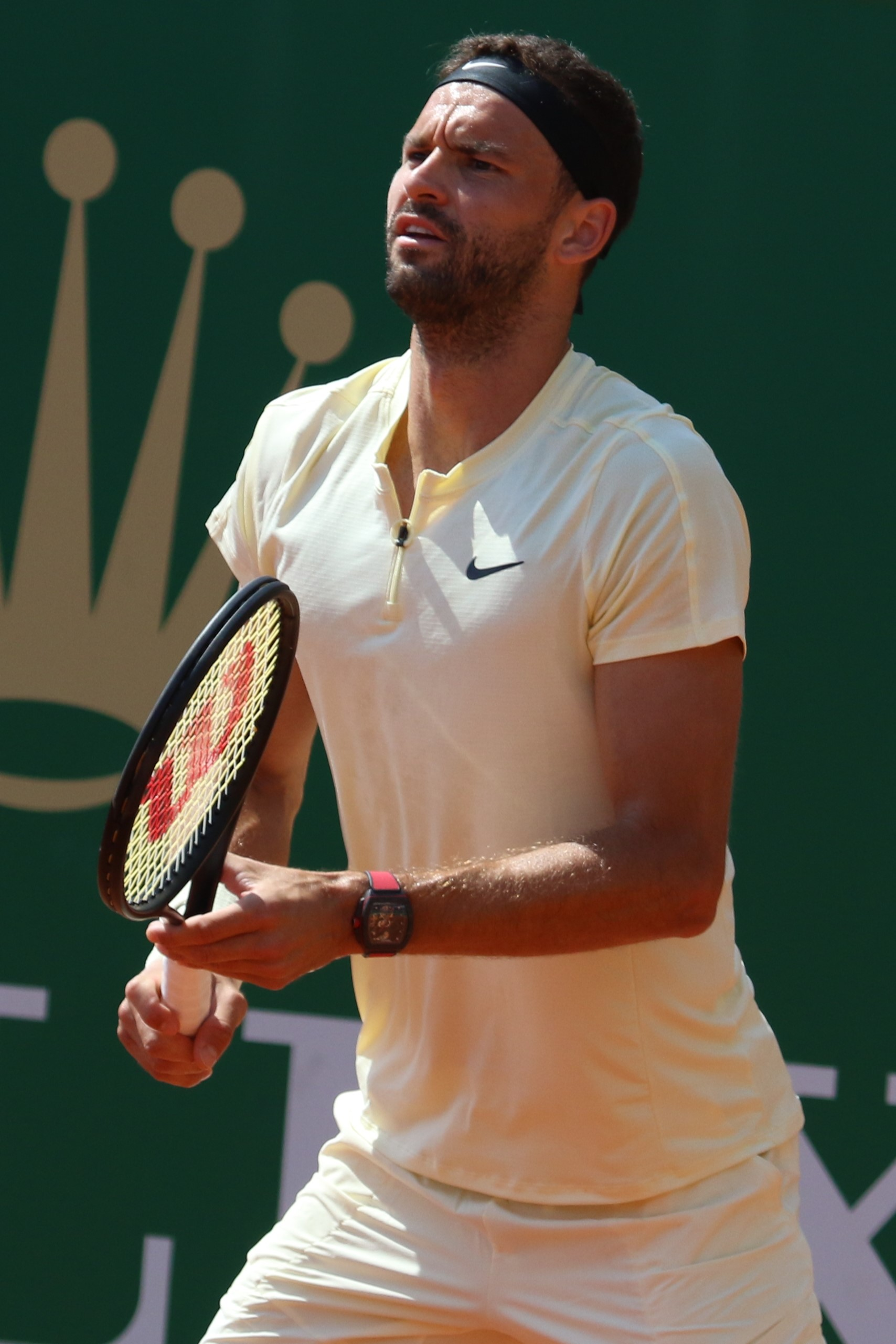
Grigor Dimitrov en el Masters de Montecarlo.

En el Abierto de Australia vence en primera ronda a Aslán Karatsev (7-6, 7-5, 6-2), en segunda a Laslo Djere (6-3, 6-2, 6-0) y pierde en tercera ronda ante Novak Djokovic (6-7, 3-6, 4-6).
Es semifinalista del Torneo de Róterdam perdiendo ante Daniil Medvédev (6-1, 6-2). En el Masters de Indian Wells se tiene que retirar en su partido de primera ronda ante Jason Kubler y en el Masters de Miami pierde su segundo partido ante Jannik Sinner (6-3, 6-4). 
En tierra batida disputa el Masters de Montecarlo donde pierde su segundo partido frente a Jiří Lehečka (6-7, 4-6). En el Masters de Madrid pierde su segunda ronda ante Carlos Alcaraz (6-2, 7-5) y en el Masters de Roma vuelve a perder en la misma ronda ante Novak Djokovic (6-3, 4-6, 6-1). Es finalista del Torneo de Ginebra perdiendo la final ante el chileno Nicolás Jarry (7-6, 6-1). 
En Roland Garros gana las tres primeras rondas ante Timofey Skatov (0-6, 3-6, 2-6), Emil Ruusuvuori (6-7, 3-6, 4-6) y Daniel Altmaier (4-6, 3-6, 1-6). Pierde en cuarta ronda frente a Alexander Zverev (1-6, 4-6, 3-6). 
En la temporada de hierba disputa el Torneo de Queens Club donde cae en cuartos de final ante Carlos Alcaraz (6-4, 6-4). En Wimbledon gana sus tres primeros partidos ante Sho Shimabukuro (1-6, 2-6, 1-6), Iliá Ivashka (3-6, 4-6, 4-6) y Frances Tiafoe (2-6, 3-6, 2-6). Pierde en octavos de final ante el danés Holger Rune (6-3, 6-7, 6-7, 3-6).
Es semifinalista del Torneo de Washington perdiendo su último partido ante Daniel Evans (3-6, 6-7). No disputa el Masters de Canadá al estar lesionado y en el Masters de Cincinnati cae en primera ronda ante Alexander Zverev (6-2, 6-2).
En el Abierto de Estados Unidos vence en primera ronda a Alex Molčan (7-6, 7-6, 1-6, 5-7, 6-7), en segunda a Andy Murray (3-6, 4-6, 1-6) y cae en tercera ronda ante Alexander Zverev (6-7, 7-6, 6-1, 6-1). 
En la gira asiática es semifinalista del Torneo de Chengdú perdiendo contra Alexander Zverev (6-3, 7-6). En el Torneo de Pekín pierde en cuartos de final ante Jannik Sinner (4-6, 6-3, 2-6). 
En el Masters de Shanghái pierde en la semifinal contra Andréi Rubliov (6-7, 3-6) tras ganar las ronda previas a Aleksandar Vukic (6-4, 6-3), Karén Jachánov (7-6, 6-4), Carlos Alcaraz (7-5, 2-6, 4-6) y Nicolás Jarry (7-6, 6-4).
Es finalista del Masters de París. En las primeras rondas gana a Lorenzo Musetti (6-2, 6-7, 6-3), Daniil Medvédev (6-3, 6-7, 7-6), Aleksandr Búblik (2-6, 2-6), Hubert Hurkacz (1-6, 6-4, 4-6) y Stéfanos Tsitsipás (6-3, 6-7, 7-6). Pierde el partido de la final 6-4, 6-3 ante Novak Djokovic. 

### 2024: campeón del Torneo de Brisbane, finalista del Masters de Miami y top-10
Empezó el año ganando su primer título desde 2017, al proclamándose campeón del Torneo de Brisbane al imponerse en la final 6-7, 4-6 ante Holger Rune. En el Abierto de Australia gana en primera ronda a Márton Fucsovics en cuatro set por 4-6, 6-3, 7-6, 6-2, en segunda ronda superó al local Thanasi Kokkinakis que terminó con marcador de 6-3, 6-2, 4-6, 6-4, pierde en tercera ronda ante el portugués Nuno Borges en cuatro set por 7-6, 4-6, 2-6, 6-7.
En febrero participó en el Torneo de Marsella, en los cuartos de final se hacía con un triunfo ante el local Arthur Rinderknech por 6-3 7-6(3) para sumar su novena victoria en los últimos diez partidos. En semifinales se impuso ante el ruso Karén Kachánov con un marcador de 6-7(3), 6-4 y 7-6(5) en 3 horas. En su segunda final del año terminó perdiendo 6-4, 6-3 ante el local Ugo Humbert.
Tras perder la final de Marsella en la semana siguiente continuó con su racha ganadora y llegó a  las semifinales del Torneo de Róterdam donde perdió por 4-6, 3-6 ante Álex de Miñaur.
En el Masters de Indian Wells en su primer partido se apuntó una nueva victoria a Adrian Mannarino con resultado final de 6-3, 6-3 para colarse en los octavos de final del torneo una vez más en su carrera. Pierde en octavos de final ante Daniil Medvédev por doble 6-4.
Fue finalista del Masters de Miami donde en las primeras rondas venció a Alejandro Tabilo (6-7, 7-6, 6-2), Yannick Hanfmann (6-1, 6-0),  remontó y venció en los octavos de final Hubert Hurkacz por 3-6, 6-3 y 7-6(3) en un partido entre dos de los mejores sacadores del circuito. En los cuartos de final, superó al cabeza de serie número 1, Carlos Alcaraz por 2-6, 4-6 y por segunda vez de manera consecutiva. En las semifinales dejó atrás al cabeza de serie número 4, Alexander Zverev (6-4, 6-7, 6-4), con esta victoria se aseguró un lugar en el top-10 por primera vez en 6 años. Pierde la final 3-6, 1-6 ante Jannik Sinner.
En el Masters de Montecarlo pierde en octavos de final frente a Holger Rune luego de tener dos puntos de partido a su favor (7-6, 3-6, 7-6). En el Masters de Madrid pierde en primera ronda ante Jakub Mensik (2-6, 7-6, 3-6) y en el Masters de Roma pierde en octavos de final ante Taylor Fritz (6-2, 6-7, 6-1).
En Roland Garros vence a Aleksandar Kovacevic (4-6, 3-6, 4-6), Fábián Marozsán (0-6, 3-6, 4-6). Tras superar a Zizou Bergs por 6-3, 7-6(4), 4-6 y 6-4 en 3 horas y 38 minutos, se enfrentó en la cuarta ronda ante el no.8 del mundo Hubert Hurkacz al que derrotó en set corridos por 6-7, 4-6, 6-7. Cae en cuartos de final ante el preclasificado no.2 y número 1 del ranking Jannik Sinner en set seguidos por 2-6, 4-6, 6-7.
En la temporada de hierba pierde en octavos de final del Torneo de Queens Club ante Sebastian Korda (4-6, 6-3, 5-7), mientras que en el Campeonato de Wimbledon derrotó en primera ronda al serbio Dušan Lajović en tres set por 6-3, 6-4, 7-5. En segunda ronda remontó un déficit de 2 set a 0 para ganar los tres siguiente ante el chino Shang Juncheng finalizando el partido con marcador de 5-7, 6-7(4), 6-4, 6-2, 6-4. En la tercera ronda superó con facilidad a Gaël Monfils en tres set por 6-3, 6-4, 6-3, para medirse ante Daniil Medvédev en los octavos de final, en el encuentro se retiró por una posible lesión en su rodilla y cuando el partido iba 5-3 a favor del ruso.
En el Masters de Canadá derrotó a Rinky Hijikata que solo pudo ganar un juego (6-1, 6-0), y en los octavos de final pierde ante el eventual campeón Alexei Popyrin en tres set por 6-4, 6-7, 3-6.  Mientras que en el Masters de Cincinnati cae en primera ronda frente a Fábián Marozsán (4-6, 6-4, 6-3).
En el Abierto de Estados Unidos vence a Kyrian Jacquet (3-6, 4-6, 2-6), Rinky Hijikata (1-6, 1-6, 6-7), Tallon Griekspoor (3-6, 3-6, 1-6) y Andréi Rubliov (3-6, 6-7, 6-1, 6-3, 3-6). Se retira en su partido de cuartos de final ante Frances Tiafoe (3-6, 7-6, 3-6, 1-4).
Es convocado por Björn Borg, como reemplazo de Rafael Nadal, para disputar la Laver Cup en Berlín como miembro del Equipo Europa junto a Alexander Zverev, Carlos Alcaraz, Daniil Medvédev, Casper Ruud, Stefanos Tsitsipas, Flavio Cobolli y Jan-Lennard Struff (los dos últimos como suplentes). Grigror disputa un único partido ante Alejandro Tabilo que gana 7-6, 7-6. El Equipo Europa gana la competición.
En el Masters de Shanghái pierde en octavos de final ante Jakub Mensik (6-3, 3-6, 6-4). 
Es finalista del Torneo de Estocolmo perdiendo contra Tommy Paul (6-4, 6-3). En el Torneo de Viena alcanza los octavos de final donde cae frente a Tomáš Macháč (7-6, 4-6, 3-6).
En el Masters de París pierde en cuartos de final ante Karén Jachánov (2-6, 3-6). Grigor da por finalizada su temporada quedando clasificado como el número 10 del ranking ATP. 

## Estilo de juego

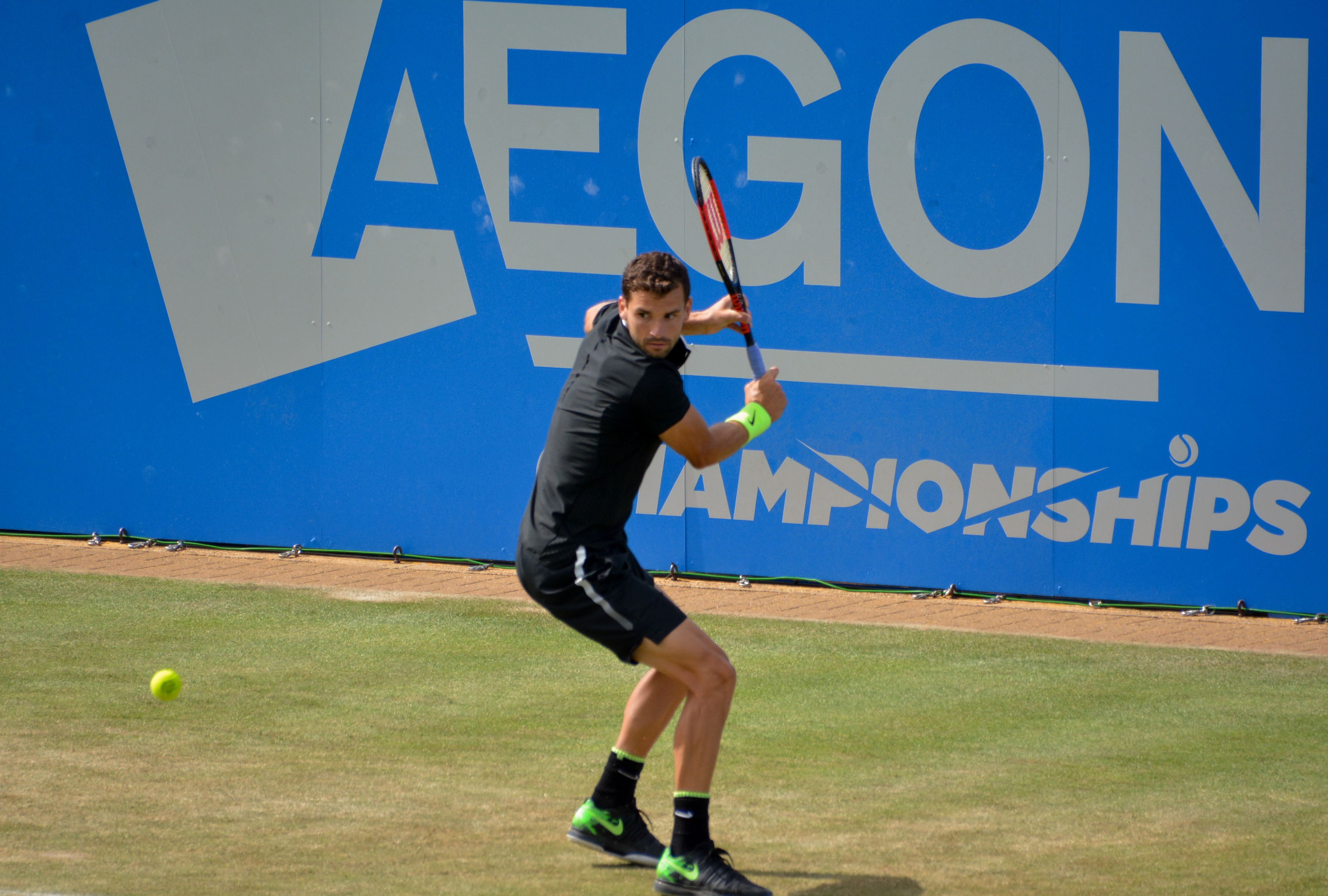

Dimitrov es un jugador de campo con un fuerte énfasis en el juego de fondo. Es diestro y emplea el revés a una sola mano. Y considera el revés por la línea como su golpe favorito y sus superficies favoritas son pista dura y hierba. A pesar de esto, ha tenido un éxito notable en pistas de tierra batida, así, con victorias sobre Novak Djokovic en el Masters de Madrid 2013 y haciendo sufrir a Rafael Nadal en el Masters de Montecarlo del mismo año y siendo campeón en Bucarest en 2014. Su juego ha sido a menudo comparado con el de Roger Federer (que le valió el apodo de "Baby Fed") debido a la similitud en sus golpes de fondo, sobre todo del lado de revés. Dimitrov ha declarado sin embargo que le gusta que la gente le apreciase por su juego propio. Su falta de resistencia/ aptitud física y su devolución de servicio se han citado como sus debilidades.
Actualmente su juego se enfoca en saque y derecha, también apostando a su buena defensa para mantener rallies que pueden sobrepasar los 30 tiros. Hoy por hoy es también posible verlo jugar con mayores efectos desde el lado del revés y probar voleas o dejadas cubriendo prácticamente todos los puntos de la cancha, lo que denota mayor confianza y un factor estratégico para evitar ser atacado por el costado del revés y a su vez, un avance desde el punto de vista mental. Sus juegos de devolución si bien han ido en una notoria mejoría, aún siguen siendo los puntos más débiles en su juego.

## Representación nacional

### Copa Davis
Dimitrov hizo su debut en Copa Davis para Bulgaria en 2008 cuando tenía 16 años de edad. Jugando frente a una multitud local en Bulgaria el adolescente Dimitrov compiló un récord invicto tanto en individuales como en dobles para promocionar a su país en la segunda división de la zona Europa / África. Dimitrov, de 17 años, regresó al equipo búlgaro de la Copa Davis para la primera ronda de la zona de la Copa Davis Europa / África en 2009. Dimitrov fue victorioso en sus dos partidos de individuales, lo que lo llevó a una victoria por 3-2 sobre Hungría. Luego tomaría algunos descansos de la Copa Davis, lo que resultaría en que Bulgaria quedara relegada a la división más baja de la Copa Davis.
Dimitrov volvería a la competencia de Copa Davis en 2012 como uno de los 100 mejores jugadores. Los búlgaros pasaron por el torneo round robin celebrado en su ciudad natal de Sofía y una vez más se promoverá a la segunda división de la zona Europa / África. Dimitrov y el equipo búlgaro de Copa Davis no han podido avanzar más allá de la primera ronda desde que fueron promovidos, pero han sido victoriosos en sus dos playoff de descenso/permanecía.

### Olimpiadas
Dimitrov representó a Bulgaria en sus primeros Juegos Olímpicos en Londres 2012. Compitió en la competencia de individuales y avanzó más allá de la primera ronda con una victoria en sets corridos ante el Łukasz Kubot de Polonia. Luego fue derrotado por el 12.º preclasificado de Francia Gilles Simon por 6-3 y 6-3.
Dimitrov hizo su segunda aparición olímpica en Río 2016 donde fue derrotado en la primera ronda de la competencia de individuales por el croata Marin Čilić por 6-1 y 6-4.

## Equipamiento
Dimitrov utiliza la raqueta Pro staff 97 spin, prototipo proporcionado por el equipo de Wilson. Es patrocinado por Lacoste llevando la ropa de marca y las Nike Zoom Vapor Tour 9.5 de calzado, que eran también las zapatillas de Roger Federer.

## Clasificación histórica
| Grand Slam |                 |                 |                 |                 |                 |                 |                 |                 |                 |              |                 |                 |                 |                 |                 |                 |      |            |            |            |       |     |
| Abierto de Australia | A               | A               | Q1              | 2R              | 2R              | 1R              | CF              | 4R              | 3R              | SF           | CF              | 4R              | 2R              | CF              | 2R              | 3R              | 3R   | 1R         |            | 0/13       | 31–13 | 70% |
| Roland Garros | A               | A               | A               | 1R              | 2R              | 3R              | 1R              | 1R              | 1R              | 3R           | 3R              | 3R              | 4R              | 1R              | 3R              | 4R              | CF   | 1R         |            | 0/13       | 17–13 | 57% |
| Wimbledon | A               | 1R              | A               | 2R              | 2R              | 2R              | SF              | 3R              | 3R              | 4R           | 1R              | 1R              | ND              | 2R              | 1R              | 4R              | 4R   |            | 0/13       | 19–13      | 59%   |     |
| US Open | A               | Q2              | A               | 1R              | 1R              | 1R              | 4R              | 2R              | 4R              | 2R           | 1R              | SF              | 2R              | 2R              | 2R              | 3R              | CF   | 0/13       | 17–13      | 57%        |       |     |
| Ganados–Perdidos | 0–0             | 0–1             | 0–0             | 2–4             | 3–4             | 3–4             | 12–4            | 6–4             | 7–4             | 11–4         | 6–4             | 10–4            | 5–3             | 6–4             | 4–4             | 10–4            |      | 0 / 52     | 84–52      | 62%        |       |     |
| Torneo de maestros |                 |                 |                 |                 |                 |                 |                 |                 |                 |              |                 |                 |                 |                 |                 |                 |      |            |            |            |       |     |
| ATP Finals | No se clasificó | No se clasificó | No se clasificó | No se clasificó | No se clasificó | No se clasificó | No se clasificó | No se clasificó | No se clasificó | G            | No se clasificó | No se clasificó | No se clasificó | No se clasificó | No se clasificó | No se clasificó |      | 1 / 1      | 5–0        | 100%       |       |     |
| ATP World Tour Masters 1000 |                 |                 |                 |                 |                 |                 |                 |                 |                 |              |                 |                 |                 |                 |                 |                 |      |            |            |            |       |     |
| Indian Wells | A               | A               | A               | A               | 2R              | 3R              | 3R              | 3R              | 2R              | 3R           | 2R              | A               | ND              | SF              | CF              | 2R              |      | 0/10       | 12–10      | 55%        |       |     |
| Miami | A               | A               | A               | 1R              | 4R              | 3R              | 3R              | 3R              | 4R              | 2R           | 3R              | 3R              | ND              | 2R              | 2R              | 3R              |      | 0/12       | 11–12      | 48%        |       |     |
| Montecarlo | A               | A               | A               | A               | Q2              | CF              | 3R              | CF              | 2R              | 2R           | SF              | 3R              | ND              | 3R              | SF              | 2R              |      | 0/10       | 21–10      | 68%        |       |     |
| Madrid | Q1              | A               | A               | A               | A               | 3R              | 3R              | CF              | 1R              | 3R           | 2R              | 1R              | ND              | 1R              | 3R              | 3R              |      | 0/10       | 12–10      | 55%        |       |     |
| Roma | A               | A               | A               | A               | A               | 2R              | SF              | 2R              | 1R              | 1R           | 2R              | 1R              | CF              | 1R              | 2R              | 3R              |      | 0/11       | 11–11      | 50%        |       |     |
| Canadá | A               | A               | A               | A               | Q1              | 1R              | SF              | 2R              | CF              | 3R           | CF              | 1R              | ND              | 1R              | 2R              | A               |      | 0/9        | 11–9       | 56%        |       |     |
| Cincinnati | A               | A               | A               | 2R              | Q1              | 3R              | 2R              | 3R              | SF              | G            | 3R              | 1R              | 2R              | 3R              | 1R              | 1R              |      | 1/12       | 18–11      | 62%        |       |     |
| Shanghái | ND              | A               | A               | 2R              | 2R              | 1R              | 2R              | A               | 2R              | CF           | A               | A               | No disputado    | No disputado    | No disputado    | SF              |      | 0/7        | 10–7       | 59%        |       |     |
| París | A               | A               | A               | A               | 2R              | 3R              | 3R              | 3R              | 3R              | 3R           | 3R              | SF              | A               | 3R              | 3R              | F               |      | 0/11       | 17–11      | 61%        |       |     |
| Ganados–Perdidos | 0–0             | 0–0             | 0–0             | 2–3             | 6–4             | 12–9            | 15–9            | 14–8            | 12–9            | 12–8         | 8–8             | 7–7             | 4–2             | 10–8            | 13–8            | 13–8            |      | 1/93       | 128–91     | 58%        |       |     |
| Representación nacional |                 |                 |                 |                 |                 |                 |                 |                 |                 |              |                 |                 |                 |                 |                 |                 |      |            |            |            |       |     |
| Juegos Olímpicos | A               | No Realizado    | No Realizado    | No Realizado    | 2R              | No Realizado    | No Realizado    | No Realizado    | 1R              | No Realizado | No Realizado    | No Realizado    | No Realizado    | A               | No Realizado    | No Realizado    |      | 0/2        | 1–2        | 33%        |       |     |
| Copa Davis | Z3              | Z2              | Z2              | A               | Z3              | Z2              | Z2              | Z2              | A               | A            | A               | A               | A               | A               | A               | A               | A    | 0/7        | 16–1       | 94%        |       |     |
| ATP Cup | Inexistente     | Inexistente     | Inexistente     | Inexistente     | Inexistente     | Inexistente     | Inexistente     | Inexistente     | Inexistente     | Inexistente  | Inexistente     | Inexistente     | RR              | No se clasificó | No se clasificó | ND              | ND   | 0/1        | 2–1        | 67%        |       |     |
| United Cup | Inexistente     | Inexistente     | Inexistente     | Inexistente     | Inexistente     | Inexistente     | Inexistente     | Inexistente     | Inexistente     | Inexistente  | Inexistente     | Inexistente     | Inexistente     | Inexistente     | Inexistente     | RR              | A    | 0/1        | 1–1        | 50%        |       |     |
| Estadísticas |                 |                 |                 |                 |                 |                 |                 |                 |                 |              |                 |                 |                 |                 |                 |                 |      |            |            |            |       |     |
| | 2008            | 2009            | 2010            | 2011            | 2012            | 2013            | 2014            | 2015            | 2016            | 2017         | 2018            | 2019            | 2020            | 2021            | 2022            | 2023            | 2024 | T/P        | G–P        | %          |       |     |
| Torneos | 1               | 7               | 2               | 25              | 19              | 25              | 21              | 22              | 26              | 23           | 19              | 21              | 11              | 18              | 22              | 22              |      | Total: 277 | Total: 277 | Total: 277 |       |     |
| Títulos | 0               | 0               | 0               | 0               | 0               | 1               | 3               | 0               | 0               | 4            | 0               | 0               | 0               | 0               | 0               | 0               | 1    | 9          | 9          | 9          |       |     |
| Finales | 0               | 0               | 0               | 0               | 0               | 2               | 4               | 0               | 3               | 5            | 1               | 0               | 0               | 0               | 0               | 2               | 1    | 17         | 17         | 17         |       |     |
| G-P en total | 0–1             | 4–6             | 3–2             | 18–25           | 24–19           | 37–23           | 50–18           | 33–22           | 39–26           | 49–19        | 25–19           | 22–21           | 18–11           | 24-18           | 26–22           | 41–21           |      | 9 / 278    | 418–273    | 418–273    |       |     |
| Victorias % | 0%              | 40%             | 60%             | 42%             | 56%             | 62%             | 74%             | 60%             | 60%             | 72%          | 57%             | 51%             | 62%             | 57%             | 54%             | 66%             |      | 60%        | 60%        | 60%        |       |     |
| Leyenda: G: Torneo ganado; F: Finalista; SF: Semifinalista; CF: Cuartos de final; R:Rondas previas; PO: Repesca; A: Ausente; G-P: Ganados-Perdidos; ND: No disputado. |                 |                 |                 |                 |                 |                 |                 |                 |                 |              |                 |                 |                 |                 |                 |                 |      |            |            |            |       |     |

## Ranking ATP al final de la temporada
| Año                     | 2007  | 2008 | 2009 | 2010 | 2011 | 2012 | 2013 | 2014 | 2015 | 2016 | 2017 | 2018 | 2019 | 2020 | 2021 | 2022 |
| Ranking en individuales | 1,197 | 493  | 288  | 106  | 76   | 48   | 23   | 11   | 28   | 17   | 3    | 19   | 20   | 19   | 28   | 28   |